# История авиации

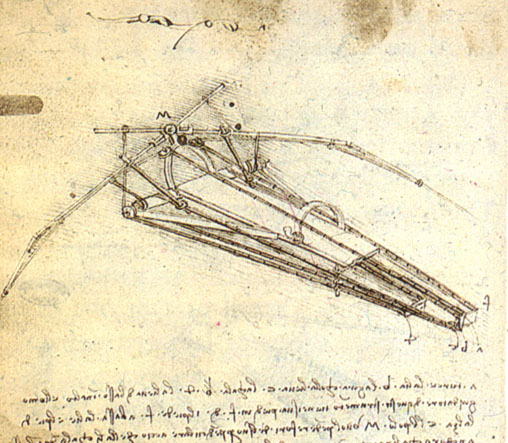
Махолёт Леонардо да Винчи. Этот аппарат не был испытан

Исто́рия авиа́ции — дисциплина, изучающая развитие конструкций летательных аппаратов тяжелее воздуха и их полётов.

## Первые полёты

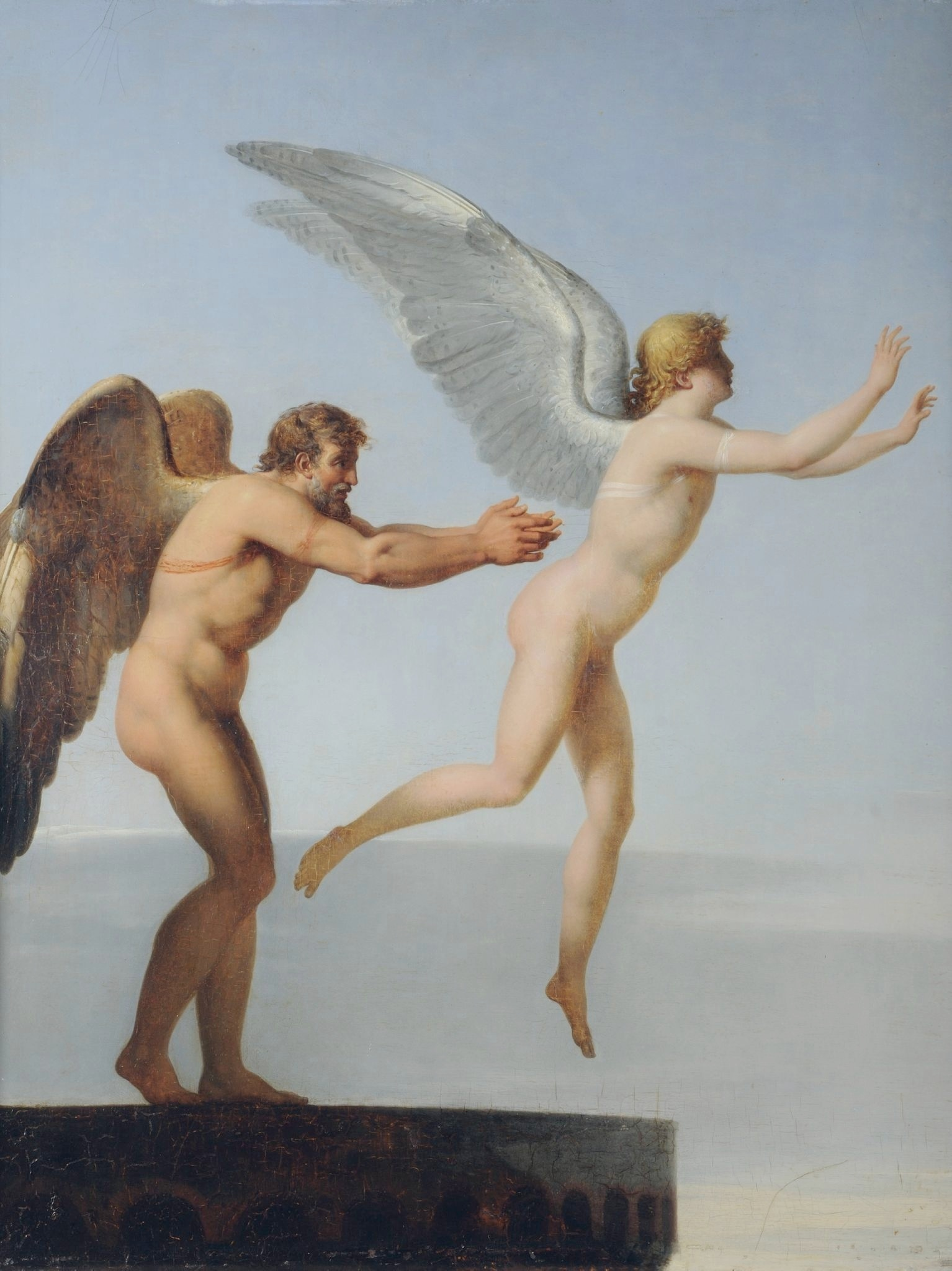
Икар и Дедал

Мечта человечества о полёте, возможно, впервые была реализована в Китае, где полёт человека, привязанного (в виде наказания) к бумажным змеям, был описан в VI веке н. э. Позднее первый управляемый полёт на дельтаплане совершил Аббас ибн Фарнас в Аль-Андалусе в IX веке н. э. У Леонардо да Винчи (XV в.) мечта о полёте нашла выражение в нескольких проектах, но он не пытался их реализовывать.
Первые серьёзные попытки полёта человека были реализованы в Европе в конце XVIII века.
Привязанные воздушные шары, заполненные горячим воздухом, были усовершенствованы в первой половине XIX века и применялись в значительных масштабах в ряде войн середины столетия; наибольшую известность получило их применение во время Гражданской войны в США, когда воздушные шары использовались для наблюдения во время сражения у Петерсберга.
Мечта о полёте встречается в мифах разных народов мира (например, о Дедале и Икаре в греческой мифологии, или о Пушпака Вимана в Рамаяне). Первые попытки полёта также часто связаны с идеей подражать птицам, как в мифе о Дедале – его крылья из перьев и воска. Попытки строить крылья и спрыгивать из высоких башен продолжались даже в XVII веке, как правило, все они были неудачными, испытатели получали травмы или разбивались насмерть.

### Древняя Греция
Около 400 года до н. э. Архит Тарентский, древнегреческий философ, математик, астроном, государственный деятель и стратег, возможно, разработал первый летательный аппарат, представляющий собой модель птицы, и, как утверждают источники, пролетел около 200 метров. Эта машина, которую изобретатель назвал Голубем (греч. Περιστέρα, Peristera), вероятно, подвешивалась на тросе или на стержне во время полёта.

### Воздушные шары и воздушные змеи в Китае

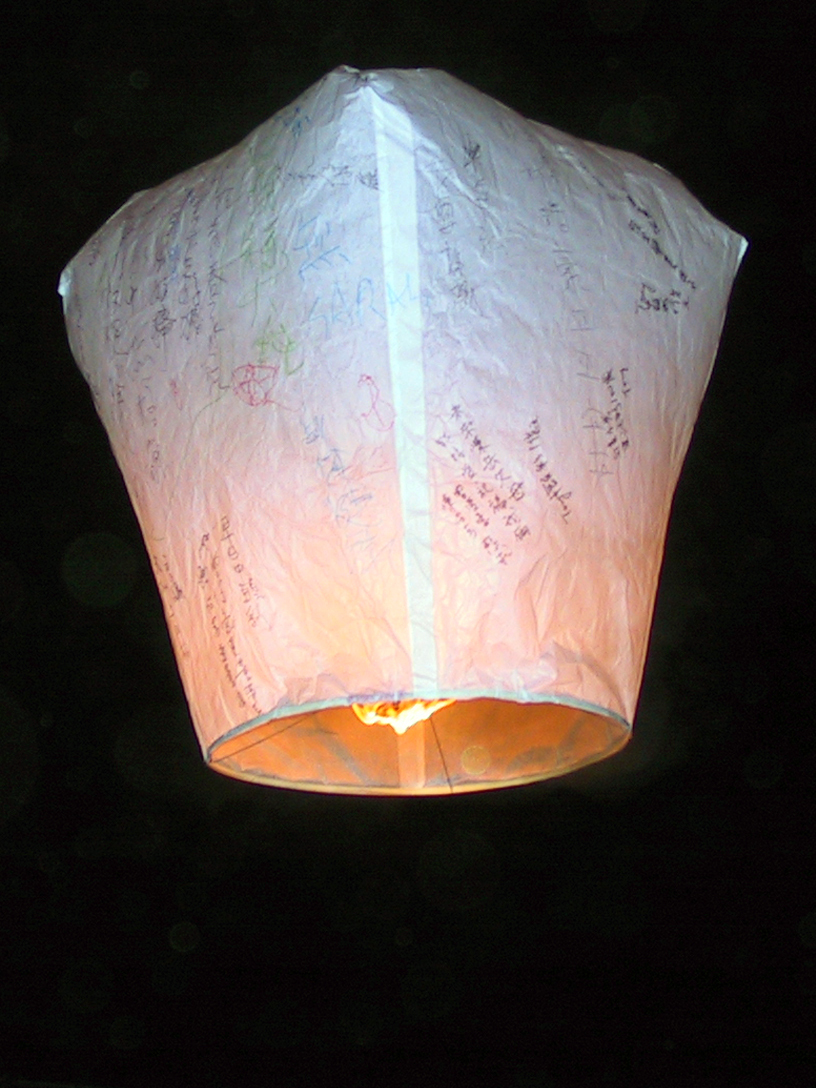

Летающий фонарик (прототип аэростатов с оболочкой, наполненной горячим воздухом) был известен в Китае с древнейших времён. Его изобретение приписывается генералу Чжугэ Ляну (180—234 годы н. э., почётный титул Кунмин), который, как сообщают источники, использовал их, чтобы вселять страх во вражеские войска:

Масляная лампа была установлена под большим бумажным мешком, который поднимался с горячим воздухом от лампы. …Враги были охвачены страхом из-за света в воздухе, думая, что божественная сила помогала ему.

Однако устройство, представляющее собой лампу в бумажной ёмкости, зарегистрировано ранее, и, согласно Джозефу Нидхэму, воздушные шары с горячим воздухом в Китае были известны в III в. до н. э.
В V веке н. э. Лю Бан изобрёл «деревянную птицу», которая, возможно, была большим бумажным змеем или ранним планёром.
В период династии Юань (XIII в.) при таких правителях, как Хубилай, прямоугольные лампы стали постоянно использоваться на праздниках, на которых присутствовало много людей. В монгольский период это изобретение, возможно, распространилось по Великому шёлковому пути в Среднюю Азию и на Ближний Восток. Почти идентичные парящие фонарики с прямоугольной лампой в тонкой бумаге были обычны на Тибете во время больших праздников и на индийском фестивале огней, Дивали. Однако нет никаких свидетельств, что они использовались для полёта человека.
В 559 году полёт человека на воздушном змее был задокументирован в государстве Северной Вэй. После смерти императора Юань Ланга (513—532) его генерал Гао Хуань стал императором. После смерти Гао Хуаня его сын Гао Ян запустил Юань Хуантоу, сына бывшего императора, на воздушном змее с башни в его столице Е. Юань Хуантоу пролетел над городскими стенами и приземлился живым, однако вскоре был казнён. Возможно, способность воздушных змеев поднять человека, как отметил несколько столетий спустя Марко Поло, была известна уже в это время.

### Парашюты и планёры в Испании Омейядов и в Англии

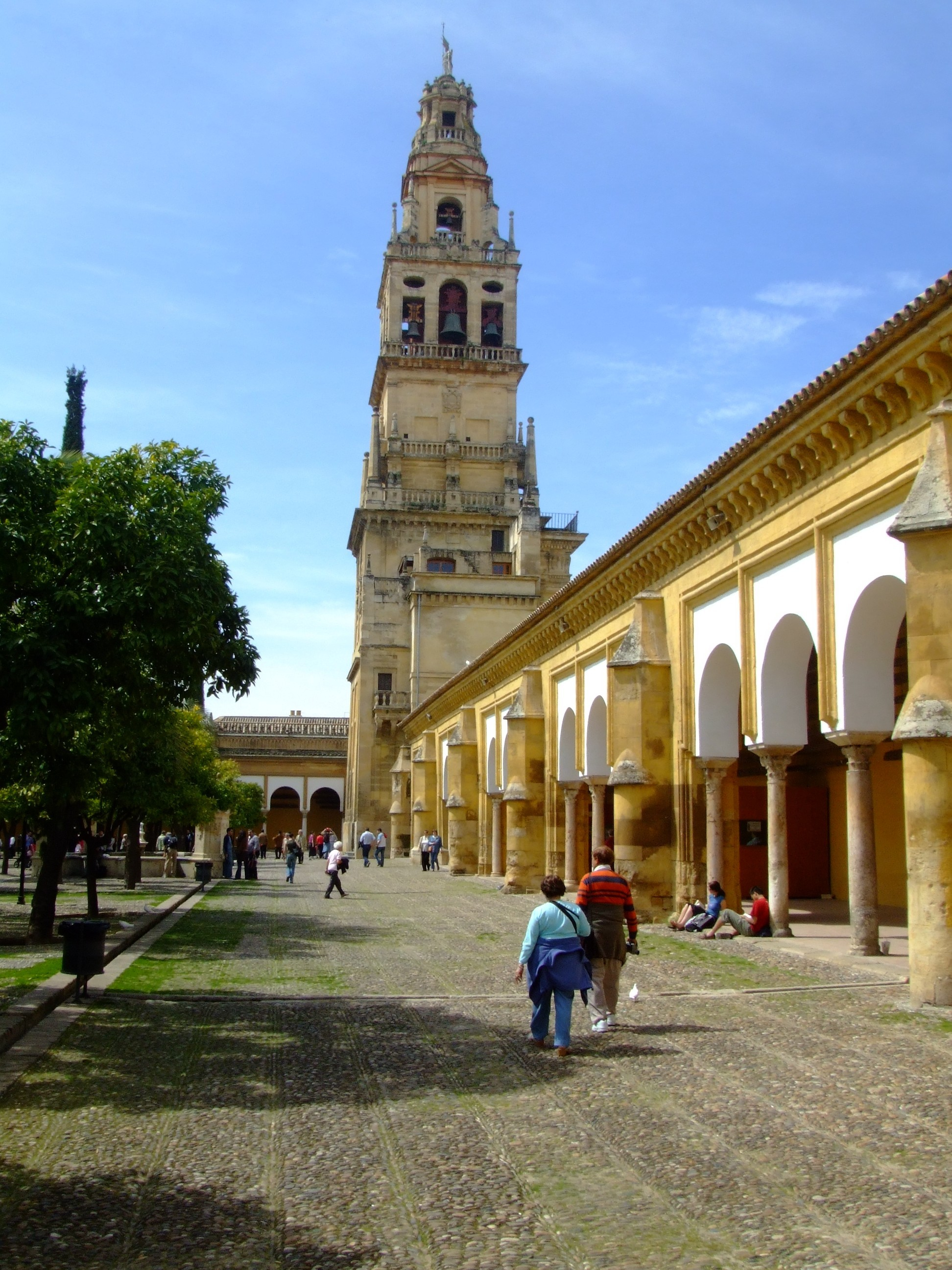
Минарет Большой Мечети в Кордове. В 852 году Ибн Фирнас сообщил о том, что спрыгнул с этой мечети с аппаратом, похожим на парашют и приземлился, получив незначительные травмы.

В мусульманской Испании во время правления Омейядов в Кордовском халифате зарегистрировано несколько попыток полёта арабского учёного и изобретателя Аббаса ибн Фирнаса (его латинизированное имя — «Армен Фирман», это обстоятельство приводят к спорам, принадлежат они одному и тому же или двум разным людям), пользовавшегося покровительством эмира Абд ар-Рахмана II. В 852 году он сделал крылья из ткани, натянутой на деревянные распорки. С этим похожим на зонтик аппаратом Аббас ибн Фарнас спрыгнул из минарета Великой Мечети в Кордове — в то время как он не смог лететь, его аппарат замедлил его падение, и он упал, получив незначительные травмы. Его устройство, как полагают, явилось прообразом современного парашюта.
Двадцать пять лет спустя, в возрасте 65 лет, ибн Фарнас разработал улучшенный проект, который включал первые поверхности управления полётом. Он взял этот каркас с крыльями, который, вероятно, был первым дельтапланом, и спустился с маленького холма, который назывался Джабаль ал-'арус, и, очевидно управляя им, продержался в воздухе в течение достаточно долгого времени, по некоторым подсчётам целых десять минут. Это было первой попыткой управляемого полёта, поскольку он мог изменять его высоту и направление, так как он возвратился туда, откуда начал путь. После успешного возвращения к отправной точке, он в конечном счёте упал на землю, и сказал позднее, что приземление можно улучшить, сделав хвостовую часть. Его полёт очевидно вдохновил Эйлмера Малмсберийского, который более чем через столетие (около 1010 года), на аппарате, похожем на планёр, пролетел около 200 метров.

### Европейское Возрождение и Османская империя

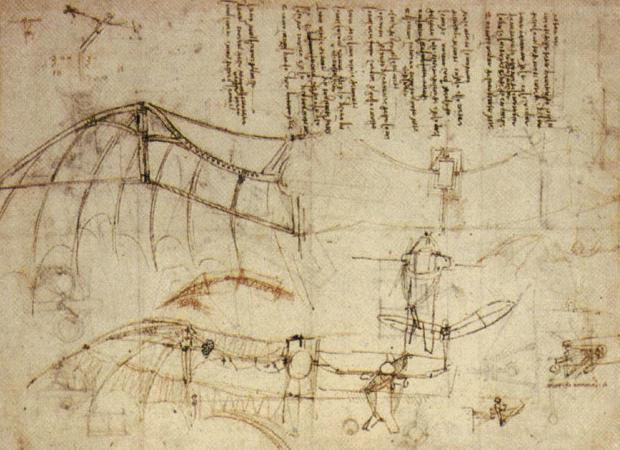
Крылья махолёта Леонардо да Винчи

Спустя пять столетий после ибн Фирнаса Леонардо да Винчи нарисовал чертёж дельтаплана, в котором внутренние части крыльев были зафиксированы, а некоторые поверхности управления смещены к концам (также как при планировании у птиц). В то время как его проекты существуют в чертежах и считаются пригодными к полёту в принципе, он непосредственно никогда не летал на своих аппаратах. По его чертежам, и из материалов, доступных в то время, в конце XX века был построен аппарат, который мог летать. Однако, его схематичный проект реализовывался с учётом современных знаний о аэродинамических принципах, и полетел бы построенный самим Леонардо аппарат, неизвестно. Модель, которую он строил для испытательного полёта в 1496, не летала, а некоторые другие проекты, такие как прообраз вертолёта с четырьмя людьми на борту, имеют серьёзные недостатки. Первым европейцем, успешно испытавшим восходящую к Леонардо модель парашюта в 1617 году, считается хорватский учёный Фауст Вранчич.
В XVII веке турецкий путешественник Эвлия Челеби сообщил, что в 1630—1632 годах он видел турецкого учёного Хезарфена Ахмеда-челеби, который на аппарате с крыльями, перелетел Босфор. Он спрыгнул с Галатской башни (высота 55 м) в Стамбуле, и предположительно пролетел расстояние около 3 км, приземлившись на другой (азиатской) стороне Босфора, без каких-либо травм. Планирующий полёт на расстояние 3 км с высоты 55 м потребовал бы использование современного планера и хорошие навыки и практику управления им, хотя известно, что Челеби начал заниматься своим аппаратом задолго до своего полёта.
В 1633 году брат Хезарфена, Лагари Хасан Челеби поднялся в воздух на ракете, которая была сделана из большой клетки с конической вершиной и специальных полостей, заполненных порохом. Это был первый известный пример полёта пилотируемой ракеты и аппарата с искусственным двигателем. Полёт был совершён во время празднований в честь рождения дочери султана Мурада IV. Эвлия сообщил, что Лагари совершил мягкую посадку при помощи крыльев, прикреплённых к его телу и сыгравших роль парашюта после того, как порох был использован. Полёт продолжался по оценкам около 20 секунд, максимальная высота достигала порядка 300 метров.
В 1670 году Франческо де Лана-Терци издал работу, которая предлагала технологию полёта на аппарате легче воздуха из сфер, в которых был создан вакуум, и который будет настолько легче, чем замещённый воздух, что поднимет воздушный корабль вверх. Однако он не учитывал того, что эти сферы будут раздавлены давлением воздуха.

## Планёры
Эксперименты с планёрами заложили основу строительства аппаратов тяжелее воздуха, и в начале XX века прогресс в двигателестроении дал возможность управляемого полёта с двигателем, в том числе и реактивным.
С этого времени, авиаконструкторы изо всех сил пытались создать аппараты, которые были бы быстрее, летели дальше и выше, и имели бы более простое управление. Важные факторы, влияющие на прогресс в самолётостроении:
- Управление: Первоначально планёры управлялись путём движений телом (Отто Лилиенталь) или перекосом крыла (братья Райт). Современные самолёты используют различные средства механизации — элероны, рули направления и рули высоты. На некоторых военных самолётах (например, на истребителе Су-27) аэродинамическая устойчивость обеспечивается специальной системой, причём полёт без помощи системы фактически невозможен. Аэродинамическая неустойчивость позволяет обеспечить более высокую манёвренность летательного аппарата, недоступную для аэродинамически устойчивого аппарата.
- Мощность: Авиационные двигатели становятся всё более лёгкими и эффективными, от паровых двигателей Клемента Адера до поршневых, реактивных и ракетных двигателей.
- Материал: Первоначально летательные аппараты изготавливались из тканей и дерева, затем стали использоваться специально обработанные ткани и стальные трубки, полностью алюминиевые конструкции (в период Второй мировой войны), а сегодня всё в большей мере используются композиционные материалы.

## Современный полёт

### Легче воздуха

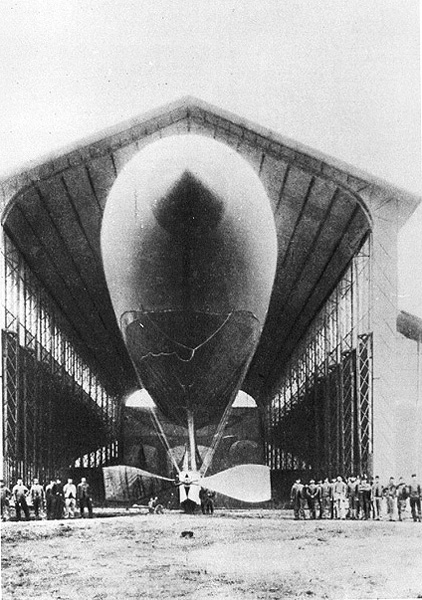
La France в 1884 году, первый полностью управляемый дирижабль

Первый общеизвестный полёт человека был совершён в Париже в 1783 году Жан-Франсуа Пилатр де Розье и маркиз де Арландес пролетели 8 км на воздушном шаре разработки братьев Монгольфье, наполненном горячим воздухом. Воздушный шар нагревался огнём от сжигаемой древесины и не был управляемым, то есть перемещался по воле ветра.

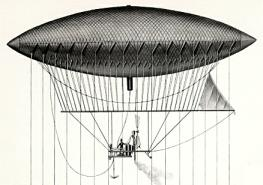
Управляемый воздушный шар Жиффара, 1852

Запуск воздушных шаров-зондов стал популярным развлечением в Европе в конце XVIII века, таким образом человек начал покорять высоту и атмосферу.
Работа над созданием управляемого воздушного шара (дирижабля) (который получил название воздушный корабль) продолжалась в течение 1800-х годов. Первый управляемый оснащённый паровым двигателем аппарат легче воздуха поднялся в 1852 году, когда француз Жиффар пролетел 24 км.
Неуправляемые воздушные шары применялись во время Гражданской войны в США армией Союза.
Следующий технологический прорыв был совершён в 1884 году, когда был осуществлён первый полностью управляемый свободный полёт на французском военном дирижабле с электрическим двигателем La France Шарлем Ренаром и Артуром Кребсом. Длина дирижабля составила 52 м, объём — 1 900 м³, за 23 минуты было покрыто расстояние в 8 км при помощи двигателя мощностью 8 1/2 л. с.
Тем не менее, эти аппараты были недолговечны и чрезвычайно непрочны. Регулярные управляемые полёты не совершались до появления двигателя внутреннего сгорания.
Однако дирижабли использовались и в Первой, и во Второй мировых войнах, и продолжают ограниченно использоваться и в наши дни, но их развитие было в значительной степени заторможено развитием аппаратов тяжелее воздуха.

### К лучшему пониманию

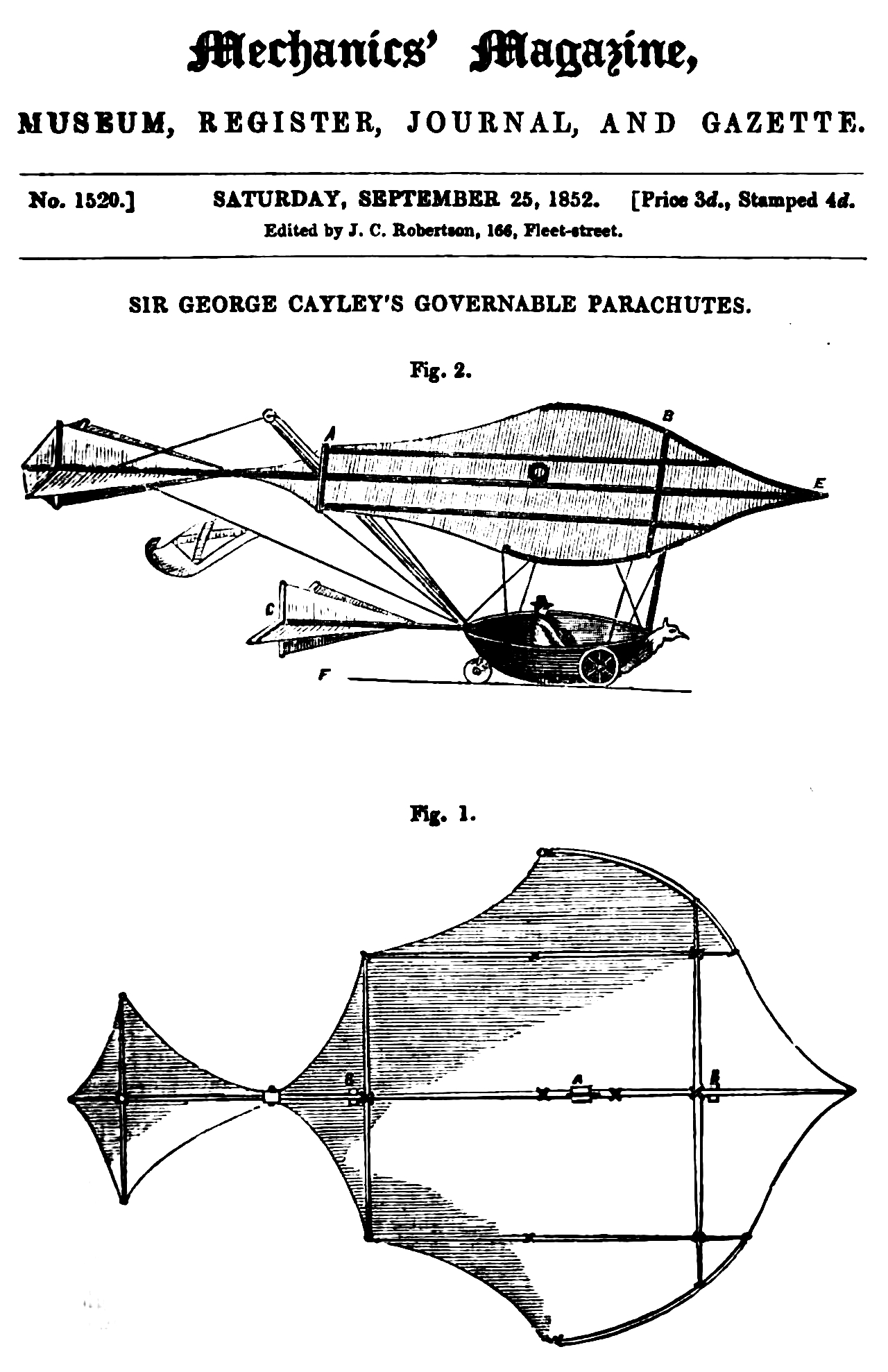
Управляемый парашют сэра Джорджа Кэйли

Первой печатной публикацией об авиации были «Эскизы машины для полёта по воздуху» Эммануила Сведенборга, изданные в 1716 г. Эта летающая машина состояла из лёгкого каркаса с натянутой на него крепкой тканью и имела два больших весла или крыла, двигающихся на горизонтальных осях таким образом, что при движении вверх они не встречали сопротивления, а при движении вниз создавали подъёмную силу. Сведенборг знал, что эта машина не будет лететь, но рассматривал её как отправную точку и был уверен, что проблема будет решена. Он говорил:
кажется, что легче говорить о такой машине, чем создать её в действительности, поскольку она требует большей силы и меньше веса, чем есть в человеческом теле. Наука механика могла бы, возможно, предложить способ, а именно использовать сильную спиральную пружину. Если эти преимущества и требования были бы достигнуты, возможно однажды найдётся тот, кто — то сможет понять, как лучше использовать наш эскиз и изыскать возможность сделать дополнения, которые позволят достигнуть того, что мы можем только предложить. Всё же в природе есть достаточно доказательств и примеров, когда такие полёты могут быть безопасными, тем не менее, когда настанет время первых испытаний, вам, вероятно, придётся заплатить за этот опыт, но вы не сможете обойтись силой рук или ног.
Сведенборг показал в своей работе, что наличие двигателя у летательного аппарата является важнейшим условием полёта.
В последние годы XVIII века сэр Джордж Кэйли провёл первое серьёзное изучение физики полёта. В 1799 году он создал схему планёра, которая, за исключением вертикальной проекции, полностью соответствовала современным, хвост его использовался для управления, а пилот находился ниже центра масс для обеспечения стабилизации полёта; эта модель совершила полёт в 1804 году. За последующие пятьдесят лет Кэйли продолжал работать над физикой полёта, за это время он изучил большую часть основ аэродинамики и ввёл такие термины как подъёмная сила и лобовое сопротивление. Он использовал двигатели внутреннего и внешнего сгорания, в качестве топлива для которых использовался порох, но остановился на резиномоторе Альфонса Пено, что позволяло делать модели с двигателем более простыми. Позднее Кэйли использовал его исследования для постройки полномасштабного аппарата, который совершил беспилотный полёт в 1849 году, а в 1853 году был совершён уже пилотируемый короткий полёт в Бромптоне недалеко от Скарборо в Йоркшире.
В 1842 году английский механик и изобретатель Уильям Хенсон получил патент на летательную машину с паровым двигателем «для транспортировки по воздуху почты, грузов и пассажиров».
В 1848 году Джон Стрингфеллоу осуществил успешный испытательный полёт модели с паровым двигателем, в Чарде, Сомерсет, Англия. Эта модель была 'беспилотной'.
В 1863 году в Париже изобретатель Понтон д’Амекур, его друг моряк и писатель де Лаландель и фотограф, писатель и воздухоплаватель Надар издали манифест, в котором они призвали всех изобретателей и исследователей в вопросах управляемого полёта приложить все силы и знания, для разработки управляемых летательных аппаратов тяжелее воздуха. В частности в манифесте есть следующие слова:
Каждая эпоха оставляет свой след в истории веков. Мы несколько в долгу у нашего века, века пара, электричества и фотографии, мы обязаны дать ему ещё воздушную навигацию...
Д’Амекур, Надар и де Лаландель многие годы пытались осуществить свои замыслы, разрабатывая, в частности, модель геликоптера. Мечта их жизни так и не была осуществлена, однако заставила многих исследователей начать работать в том же направлении.

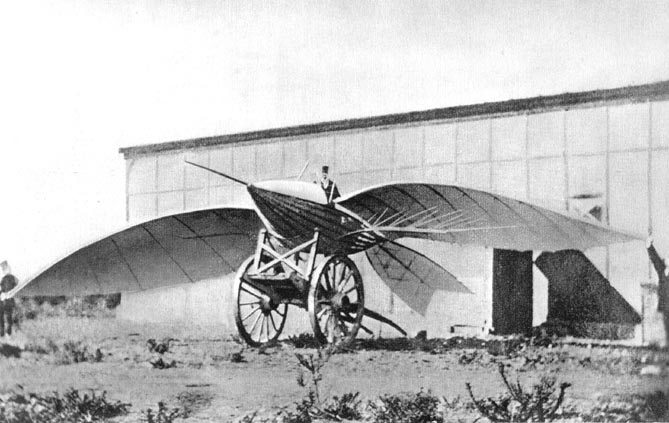
Жан-Мари Ле Бри и его летающая машина, Альбатрос II, 1868.

В 1868 году француз Жан-Мари Ле Бри совершил первый полёт, при котором поднялся выше точки старта, на своём планёре L’Albatros artificiel с помощью конной тяги на берегу. Ле Бри по сообщениям достиг высоты 100 метров, преодолев расстояние 200 метров.
В 1874 году Феликс дю Тампль в Бресте (Франция) построил Моноплан, большой самолёт из алюминия, с размахом крыла 13 метров и весом 80 кг (без пилота). Было произведено несколько испытаний, стартовал планёр с трамплина, полёт продолжался короткое время и благополучно возвратился.

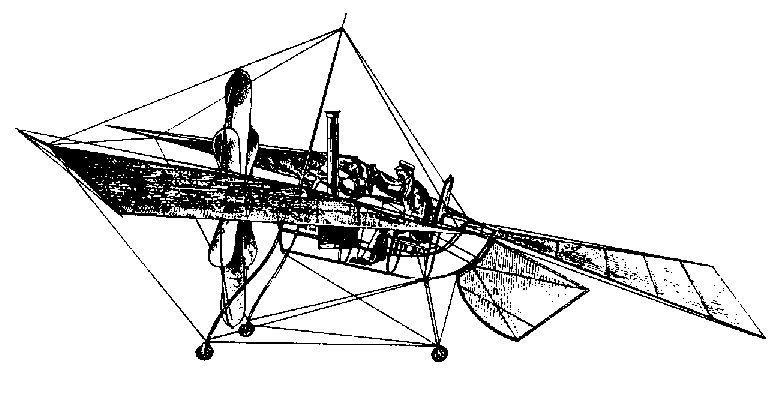
Моноплан Феликса дю Темпл, 1874.

Ещё одним человеком, который внёс вклад в искусство полёта, был Фрэнсис Герберт Венхэм, который неудачно пытался построить ряд беспилотных планёров. Он обнаружил, что больший вклад в подъём от крыла, похожего на птичье, производится в передней его части, из чего заключил, что длинные и тонкие крылья будут эффективнее, чем похожие на крылья летучей мыши, обычно используемыми его коллегами, потому как они имеют больший передний край относительно их веса. Сегодня эта характеристика известна как относительное удлинение крыла. Он представил свои исследования недавно созданному Королевскому Аэронавигационному Обществу Великобритании в 1866 году и решил получить практическое подтверждение, построив первую в мире аэродинамическую трубу в 1871 году Члены Общества использовали аэродинамическую трубу и определили, что изогнутые крылья обладают значительно лучшими показателями подъёма, чем ожидалось по исследованиям Кэйли, основанными на ньютоновской механике, а аэродинамическое качество при 15 градусах составляет приблизительно 5:1. Таким образом была ясно продемонстрирована возможность практического строительства аппаратов тяжелее воздуха; оставались, однако, проблемы двигателей и управления полётом.

### Развитие авиации набирает темп
1880-е годы стали периодом интенсивного изучения, для этого времени были характерны исследования «учёных джентльменов», которые вносили наибольший вклад в науку до XX века. Началом в исследованиях 1880-х было строительство первых действительно практически пригодных к эксплуатации планёров. Основной вклад внесли три человека: Отто Лилиенталь, Перси Пильчер и Октав Шанют. Один из первых действительно современных планёров был построен Джоном Дж. Монтгомери; он совершил управляемый полёт недалеко от Сан-Диего 28 августа 1883 года Дельтаплан Вильгельма Кресса был построен в 1877 году недалеко от Вены.
Немец Отто Лилиенталь повторил опыты Венхэма и значительно развил его в 1874 году, издав его исследования в 1889 году. Он также сконструировал ряд лучших по своему времени планёров, и в 1891 году уже мог совершать полёты на 25 метров или более. Он строго документировал свою работу, включая фотографии, и по этой причине он считается одним из самых известных ранних пионеров авиации. Он также продвигал концепцию «подпрыгнуть прежде, чем полететь», которая заключалась в том, что изобретатели должны начать с планёров и суметь их поднять в воздух, вместо того, чтобы просто разрабатывать машину с двигателем на бумаге и надеяться, что она будет работать. Его тип летательного аппарата сегодня известен как ручной планёр.
Ко времени его смерти в 1896 году он совершил 2500 полётов на разных аппаратах, когда порыв ветра сломал крыло его последнего планёра, в результате чего Лилиенталь упал с высоты около 17 м, получив перелом позвоночника. Он умер на следующий день, его последними словами были: «жертвы должны быть принесены».
Продолжив дело Лилиенталя, Октав Шанют рано вышел в отставку, и финансировал строительство нескольких планёров. Летом 1896 года несколько его аппаратов совершили серию полётов на Миллер Бич, Индиана, и в конечном счёте он сделал вывод, что наиболее удачной конструкцией был биплан. Также как и Лилиенталь, он документировал всю свою работу и фотографировал её результаты, кроме того, он вёл переписку со многими энтузиастами авиации со всего мира. Шанют особо интересовался решением проблемы естественной стабильности летательного аппарата в полёте, то, что птицы исправляли инстинктивно, но то, что люди должны будут делать вручную. Основной проблемой была продольная стабильность, потому что, поскольку угол атаки крыла увеличился, центр давления смещался вперёд и увеличивал угол атаки ещё больше. Без немедленного исправления аппарат неизбежно сваливался.
В течение этого периода было сделано множество попыток сконструировать самолёт, оснащённый двигателями. Однако большинство этих усилий было обречено на неудачу, так как они разрабатывались любителями, которые не имели полного понимания проблем, изучаемых Лилиенталем и Шанютом.

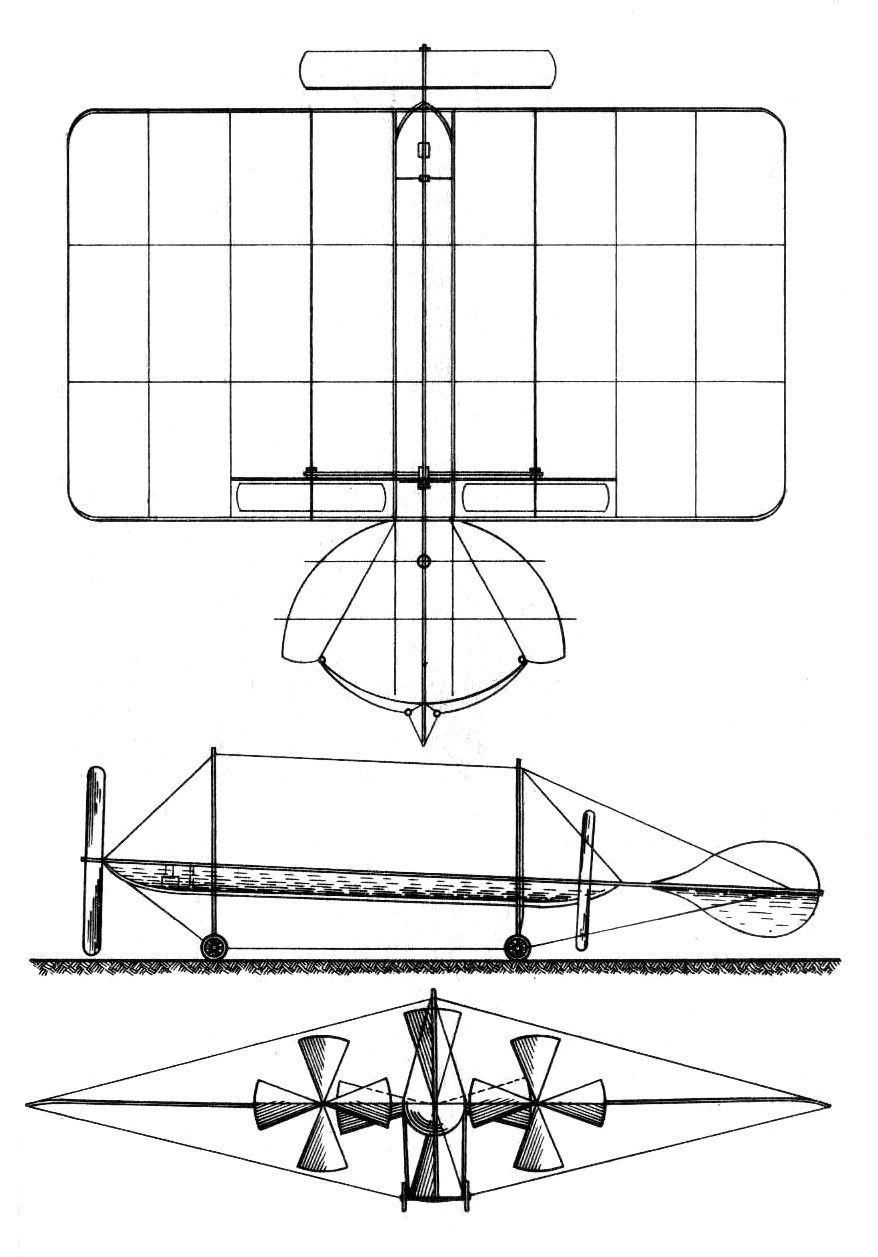
Чертежи моноплана А. Ф. Можайского

В 1882 году Александр Можайский недалеко от Красного Села, Россия создал и испытал моноплан с двумя паровыми машинами, который, по некоторым сообщениям, оторвался от земли после разбега. Однако сам «полёт» был неудачным: через какое-то время после отрыва самолёт потерял скорость и рухнул на крыло. Для продолжения исследований денег у А. Ф. Можайского не нашлось.
Исследования, проведённые в ЦАГИ в 1980-х годах, показали, что самолёт Можайского не был способен к устойчивому горизонтальному полёту ввиду недостатка мощности силовой установки, а кроме того — не имел никаких органов управления для компенсации возникающего в полёте крена, то есть, был частично не управляем; тем не менее, не исключается возможность того, что при определённых обстоятельствах он мог после разбега оторваться от земли благодаря экранному эффекту, а после этого резко потерять подъёмную силу и свалиться на крыло, что соответствует описаниям испытаний очевидцами. Так или иначе, за А. Ф. Можайским остаётся приоритет в создании первого самолёта в натуральную величину в России, обладавшего всеми основными конструктивными особенностями современных самолётов: корпусом, неподвижным крылом, оперением, шасси, системой управления и силовой установкой.

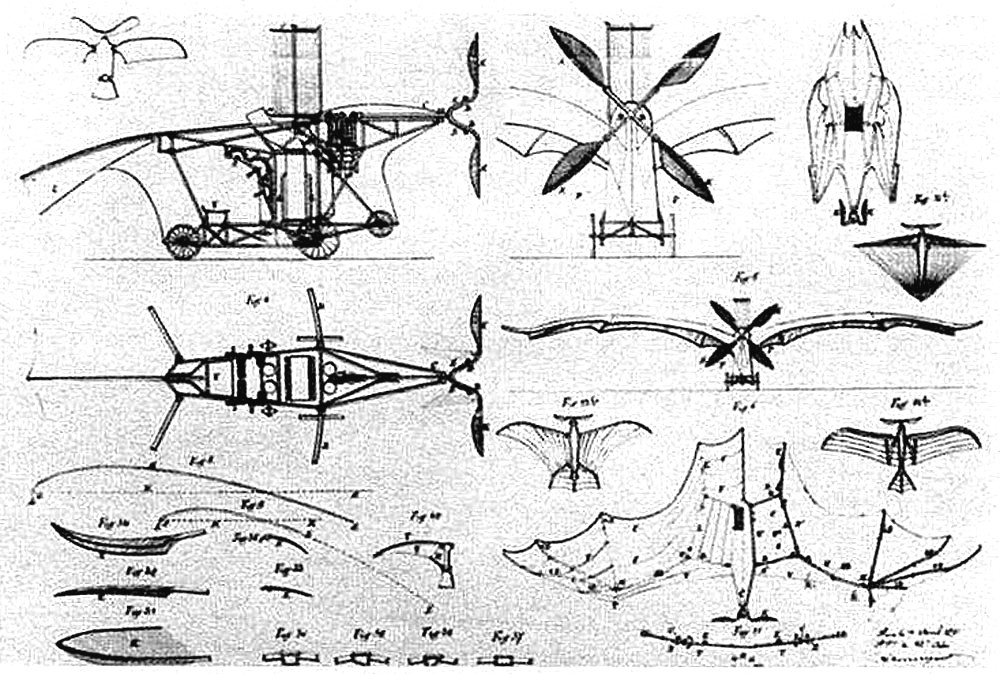
Изображение Eole Клемента Адера, который совершил первый полёт под двигателем в истории

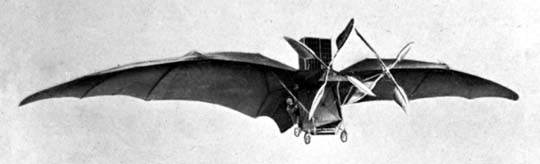
Avion III Клемента Адера (фото 1897)

Француз Клемент Адер успешно запустил Eole, оснащённый паровой машиной, сделав короткий 50-метровый полёт недалеко от Парижа в 1890 году. После этого испытания он немедленно начал большой проект, который занял пять лет. Однако построенный им в итоге аппарат Avion III оказался слишком тяжёл и был едва способен оторваться от земли.
Сэр Хайрам Стивенс Максим изучил ряд проектов в Англии, после чего сконструировал огромный аппарат весом 3175 кг с размахом крыла 32 м, оснащённый двумя модернизированными облегчёнными паровыми двигателями мощностью 180 л. с. (134 кВт) каждый. Максим построил этот аппарат для изучения основных проблем конструкции и двигателей, но не управления, и, понимая, что полёт будет опасным, он испытывал его на специально построенном для этого рельсовом пути длиной 550 м. После большого числа испытательных пробегов, прошедших без каких-либо проблем, 31 июля 1894 года началась серия пробегов при увеличивающейся мощности двигателей. Первые два были успешны, аппарат «летел» на рельсах. Тогда днём запустили три котла на полную мощность, и после достижения скорости 68 км/ч, через 180 м, машина взлетела настолько резко, что столкнулась с верхним рельсом, сделанным специально для ограничения высоты полёта (по иронии судьбы, он должен был обеспечивать безопасность испытаний), и разбилась сразу после этого. Средства заканчивались, и до 1900-х годов изобретатель продолжать свою работу не мог, однако впоследствии он смог проводить испытания меньших аппаратов на бензиновых двигателях.
В Великобритании попытка создания аппарата тяжелее воздуха была предпринята пионером авиации Перси Пильчером. Пильчер построил несколько рабочих планёров, Летучая мышь, Жук, Чайка и Ястреб, на которых он успешно летал в середине-конце 1890-х годов. В 1899 году он построил опытный образец самолёта с двигателями, который, как показало недавнее исследование, был способен к полёту. Однако Пильчер умер после несчастного случая с планёром прежде, чем он смог проверить это, и о его планах забыли на многие годы.
В 1904 году русский учёный Николай Егорович Жуковский, который может считаться «отцом аэродинамики», сформулировал теорему, дающую количественную величину подъёмной силы крыла самолёта; а также определил основные профили крыльев и лопастей винта самолёта; разработал вихревую теорию воздушного винта.
15 ноября 1905 года Жуковский прочитал доклад «О присоединённых вихрях», заложивший теоретическую основу развития методов определения подъёмной силы крыла аэроплана. Свои открытия он опубликовал в 1906 году в работе «О падении в воздухе лёгких продолговатых тел, вращающихся около своей продольной оси». Жуковский объяснил и дал метод расчёта подъёмной силы крыла, той силы, которая держит самолёт в воздухе, и стал основоположником науки аэродинамики.

### Развитие авиации в России
В России самолётостроение представляет собой своеобразную и интересную картину в истории авиации. Своеобразие связано с особенностями в экономической, технической и политической жизни страны начала XX века. В отличие от Европы, в России основной опорой самолётостроения стали вагоностроительные заводы, а Русско-Балтийский вагонный завод (РБВЗ) явился первым пристанищем авиации. В январе 1908 года Главное инженерное управление подготовило доклад, где было определено современное положение в авиации. В том же 1908 году Военное ведомство использовало деньги, выделенные на развитие отечественного воздухоплавания, отправив двух русских офицеров, опытных воздухоплавателей С. А. Немченко и Н. И. Утешева, во Францию для ознакомления с развитием аэропланов и выработки мнения по поводу целесообразности приобретения этих машин для военных целей. В 1909 году В Петербурге был организован завод С. С. Щетинина — авиационный завод «Первое Российское товарищество воздухоплавания» (ПРТВ). С осени 1912 года заказы на изготовление «фарманов» и «ньюпоров» были отданы заводу Щетинина в Петербурге, Русско-Балтийскому вагонному заводу в Риге и московскому заводу «Дукс».

## 1900—1914 «Эра Пионеров»

### Легче воздуха

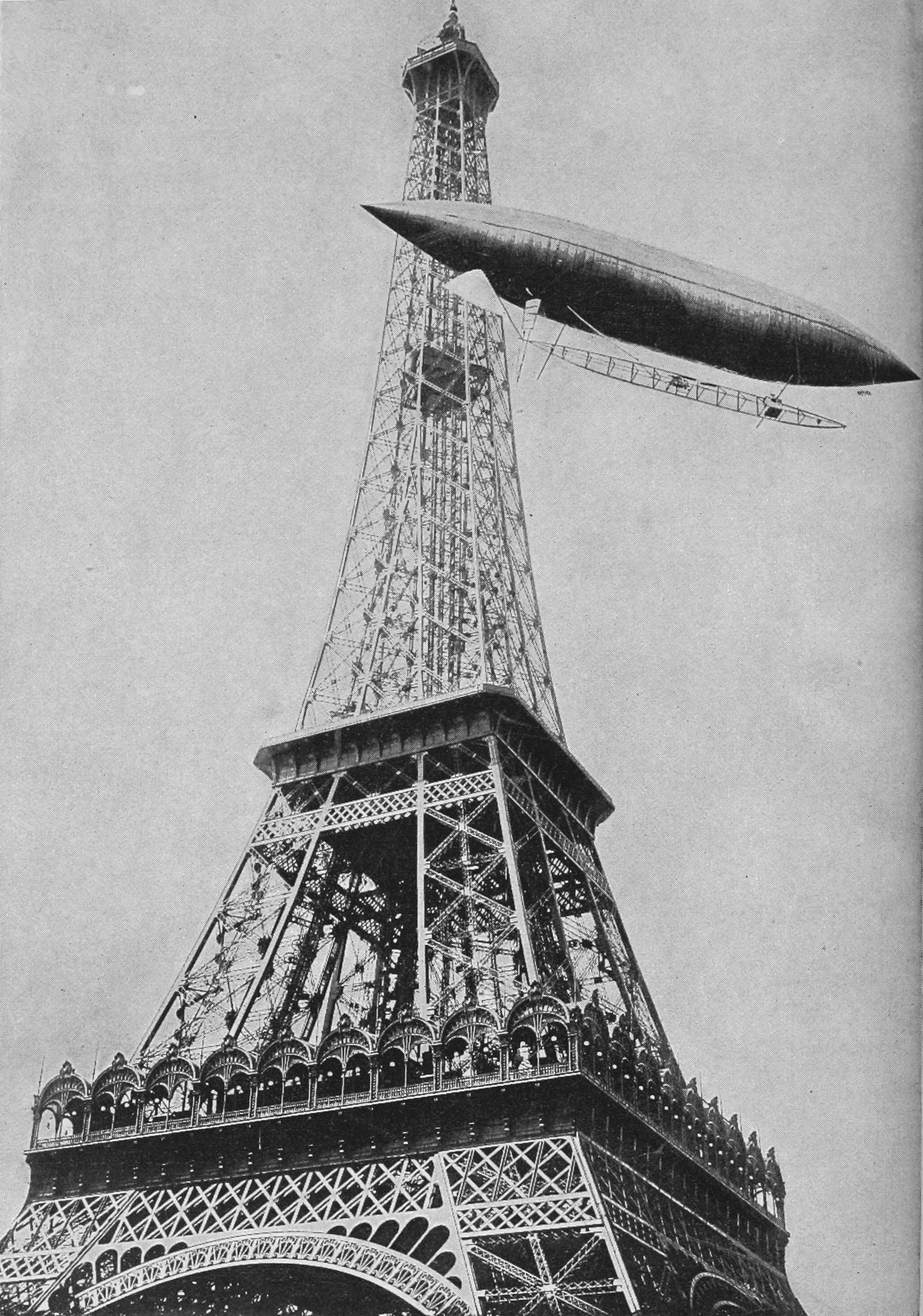
Сантос-Дюмон #6 у Эйфелевой башни во время завоевания Немецкого приза.

Первыми летательными аппаратами, которые стали выполнять регулярные контролируемые рейсы, стали мягкие дирижабли, позже названные «блимпы» (от англ. «толстяки», «неуклюжие»); самый успешный ранний проект этого типа летательного аппарата был разработан бразильцем Альберто Сантос-Дюмоном. Сантос-Дюмон эффективно установил на воздушный шар двигатель внутреннего сгорания. 19 октября 1901 года он стал всемирно известен, после того как на своём дирижабле «Номер 6» пролетел над Парижем из Сен-Клу, вокруг Эйфелевой башни и вернулся менее чем через тридцать минут, чтобы выиграть приз. После такого успеха своих дирижаблей Сантос-Дюмон спроектировал и построил ещё несколько аппаратов.
В то же самое время, когда мягкие дирижабли начали завоёвывать признание, развитие жёстких дирижаблей также не стояло на месте. Впоследствии именно жёсткие дирижабли смогли переносить большие грузы, чем самолёты, в течение многих десятилетий. Конструкция таких дирижаблей и её развитие связаны с деятельностью немецкого графа Фердинанда фон Цеппелина.
Строительство первых дирижаблей-Цеппелинов началось в 1899 году на плавающем сборочном цехе на Боденском озере в Заливе Манзелл, Фридрихсхафен. Такое инженерное решение было реализовано для того, чтобы упростить процедуру старта, поскольку цех мог плыть по ветру. Опытный дирижабль «LZ 1» (LZ обозначало «Luftschiff Zeppelin») имел длину 128 м и на нём были установлены два двигателя Даймлер мощностью 14,2 л. с. (10,6 кВ). LZ1 балансировался путём перемещения веса между двумя его гондолами.
Первый полёт Цеппелина состоялся 2 июля 1900 года. Он продолжался в течение всего 18 минут, поскольку LZ 1 был вынужден приземлиться на озеро после того, как механизм балансирования веса сломался. После ремонта аппарата технология жёсткого дирижабля успешно была испытана в последующих полётах, побив рекорд скорости на 6 м/с французского дирижабля «Франция» на 3 м/с, но этого ещё было недостаточно для привлечения значительных инвестиций в дирижаблестроение. Это произошло через несколько лет, в результате граф получил необходимое финансирование.
В 1910 году компанией DELAG была открыта первая в мире воздушная пассажирская линия Фридрихсхафен—Дюссельдорф, по которой курсировал дирижабль «Германия».

### Лэнгли

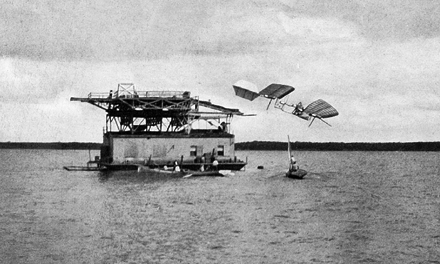
Эксперимент Самуэля Лэнгли на реке Потомак, 1903

После выдающихся успехов в астрономии и во время работы в Смитсоновском институте в качестве Секретаря, Самуэль Пирпонт Лэнгли начал серьёзные исследования в области аэродинамики в учреждении, которое называется сегодня Университетом Питтсбурга. В 1891 он издал детальное описание своих исследований — «Эксперименты в Аэродинамике», а затем начал конструировать свои аппараты. 6 мая 1896 «Аэродром Лэнгли номер 5» совершил первый успешный неуправляемый полёт габаритного аппарата тяжелее воздуха с двигателем. Он был запущен с помощью пружинной катапульты, установленной на вершине плавучего дома на реке Потомак около Квантико, Вирджиния. Два полёта были совершены в этот день, один на 1005 м и второй на 700 м, со скоростью около 41 км в час. В обоих случаях «Аэродром номер 5» был посажен на воду с целью сохранения аппарата целым, так как не был оборудован механизмом приземления.
28 ноября 1896 был совершён ещё один успешный полёт с «Аэродромом номер 6». Этот полёт был засвидетельствован и сфотографирован Александром Грэмом Беллом. Аппарат пролетел 1 460 м. «Аэродром номер 6» являлся модификацией более раннего аппарата «Аэродром номер 4». Тем не менее, изменения были настолько значительны, что он получил другой номер.
После успехов «Аэродрома номер 5» и «номер 6» Лэнгли начал искать финансирование для строительства полномасштабной версии аппарата, способного поднять человека. В условиях идущей Испано-американской войны американское правительство предоставило ему 50 000 долл. для создания летательного аппарата, способного переносить человека, для разведывательных целей. Лэнгли планировал строительство увеличенной версии, известной как «Аэродром А», и начал работу с меньшего аппарата, получившего название «Четверть Аэродрома», который дважды поднимался в воздух 18 июня 1901, и затем ещё раз с более современным и более мощным двигателем в 1903.
К базовому аппарату Лэнгли стал подбирать подходящий двигатель. Он заключил контракт со Стивеном Балзером на постройку одного из них, но был разочарован, так как его мощность составила только 8 л. с. (6 кВт) вместо требуемых 12 л. с. (9 кВт). Помощник Лэнгли, Чарльз М. Мэнли, после этого переработал проект в с двигателем со звездообразно расположенными пятью цилиндрами и водяным охлаждением, который развивал мощность 52 л. с. (39 кВт) при 950 оборотах в минуту, этот результат был удвоен только спустя годы. Имея двигатель и планёр, Лэнгли мог собрать аппарат, на которые возлагал большие надежды.
Построенный самолёт оказался слишком хрупким, потому что увеличение в размерах изначально маленьких моделей привело к созданию конструкции, которая была слишком тяжела, чтобы удержать себя. Два запуска в конце 1903 закончились падением «Аэродрома» в воду сразу после запуска.
Его попытки получить дальнейшее финансирование были неудачными, и вскоре после того как он прекратил работу, братья Райт совершили успешный полёт на своём аппарате Флайер.
Гленн Кёртисс сделал несколько модификаций «Аэродрома» и совершал успешные полёты на них в 1914 — таким образом Смитсоновский институт имеет основания утверждать, что «Аэродром» Лэнгли был первым аппаратом, «способным к полёту».

### Густав Уайтхед

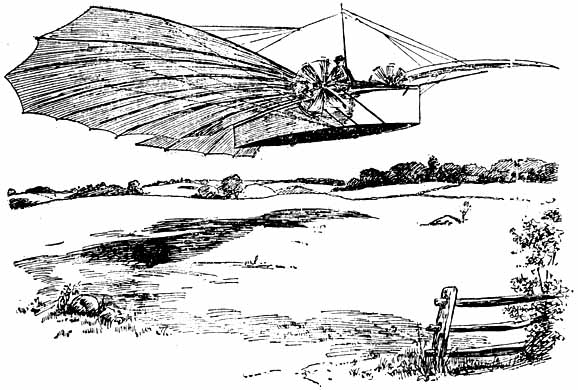
Эскиз Дика Хауэлла, 14 августа 1901.

14 августа 1901 года в Файрфилде, Коннектикут, Густав Уайтхед совершил полёт длиной около 800 м на оснащённом двигателем аппарате на 15-метровой высоте, о чём сообщили газеты Bridgeport Herald, New York Herald и Boston Transcript. Никаких фотографий полёта сделано не было, но существует рисунок самолёта в воздухе, сделанный репортёром Bridgeport Herald Диком Хауэллом, который присутствовал при полёте вместе с помощниками Уайтхеда и другими свидетелями. Эта дата предшествует первому полёту братьев Райт более чем на два года. Несколько свидетелей поклялись и подписали показания под присягой о ряде других полётов в течение лета 1901 до случая, описанного выше, который стал достоянием прессы.
Пример таких показаний:
«Летом 1901 он пролетел на машине от Говард Авеню Ист до Уордин Авеню, пролетев по границе собственности, принадлежащей газовому заводу. Харуорт вспоминает, после приземления летающая машина просто перевернулась, а последующий „прыжок“ вернул его на Говард Авеню.»
(Согласно старым и современным картам это расстояние составляет около 200 м.)
Аэроклуб Бостона и промышленник Хорсман из Нью-Йорка нанимали Уайтхеда в качестве специалиста по ручным планёрам, авиамоделям, воздушным змеям и двигателям для летательных аппаратов. Уайтхед пролетел небольшое расстояние на своём планёре.
Уайтхед пролетел около 1 км в Питсбурге ещё в 1899. Этот полёт закончился крушением, когда Уайтхед попытался избежать столкновения с трёхэтажным зданием, пролетая над домом. После этого крушения Уайтхеду запретили любые дальнейшие эксперименты с полётами в Питсбурге. По этой причине он переехал в Бриджпорт.
В январе 1902, по его утверждению, он пролетел 10 км над Лонг Айленд Саунд на модернизированном Номер 22.
В 1930-х свидетели дали 15 подтверждённых присягой и подписанных показаний под присягой, большинство из них засвидетельствовало полёты Уайтхеда; каждый из них засвидетельствовал полёт над Саунд. Две современных точных копии его Номер 21 успешно совершили полёт.

### Братья Райт
Следуя принципу Лилиенталя прыжка перед полётом, братья построили и испытали ряд бумажных змеев и планёров с 1900 по 1902 год до того, как построить аппарат с двигателем. Планёры успешно летали, однако не так, как Райт ожидали, исходя из экспериментов и писем их предшественников XIX века. Подъёмная сила их первого планера, запущенного в 1900 году, составляла около половины ожидаемого уровня. Их второй планёр, построенный в следующем году, оказался ещё менее удачным. После этого Райт построили собственную аэродинамическую трубу и создали большое количество сложных устройств для измерения подъёмной силы и испытали около 200 проектов крыла. В результате Райт исправили свои ранние ошибки в вычислениях аэродинамических показателей крыла, хотя они не учитывали эффект Рейнольдса (известного с 1883 г.), который дал им ещё большее преимущество. Их испытания и вычисления позволили построить третий планёр, на котором они летали в 1902. Он был сделан намного лучше предыдущих моделей. В итоге, установив строгую систему проектирования, испытании в аэродинамической трубе и лётные испытания опытных полноразмерных образцов, Райт не только построили действующий самолёт, но также внесли вклад в современный подход к авиастроению.

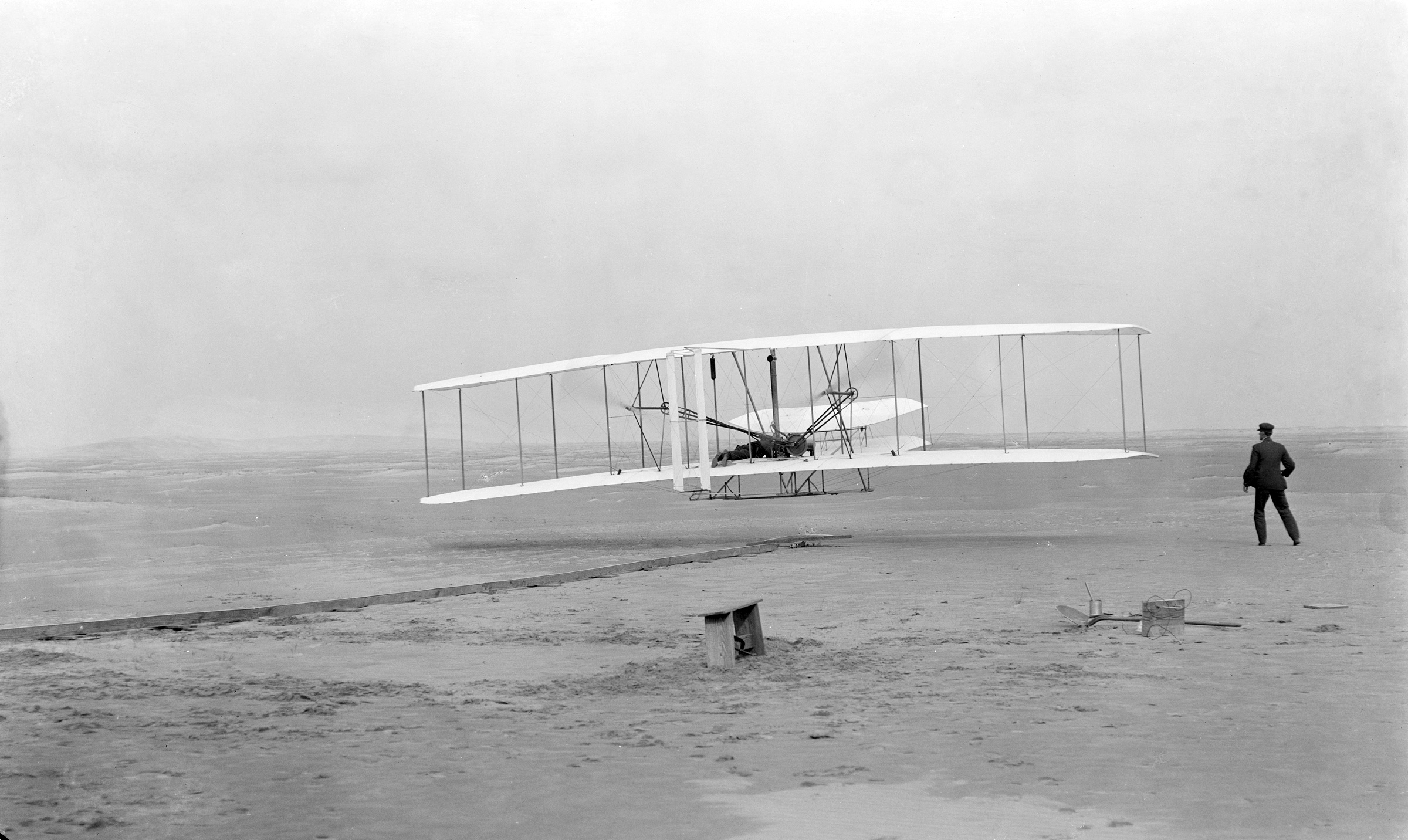
Флайер-1 братьев Райт: первый подтверждённый полёт управляемого самолёта с двигателем

Братья Райт, по-видимому, являлись первой командой авиастроителей, которая проводила серьёзные исследования одновременного решения проблем управления и двигателей. Обе проблемы оказались трудными, но они никогда не теряли интереса к ним. В итоге они разработали и построили двигатель, который мог обеспечить необходимую мощность и решили проблему управления с помощью системы, известной как «перекос крыла». Хотя этот метод использовался только в течение очень короткого периода истории авиации, он был эффективен при низких скоростях полёта, этот метод стал ключевой точкой в развитии управления летательными аппаратами, приведя непосредственно к созданию современных элеронов. В то время как многие пионеры авиации, в вопросах безопасности полёта полагались в значительной степени на удачу, в проекте Райт учитывалась потребность полёта без неблагоразумного риска для жизни и здоровья, избегая аварий. Именно это, а не недостаток мощности, было причиной для низкой скорости и для взлёта при встречном ветре. Это было также причиной для конструкционного решения с центром тяжести сзади, схемы утка, и крыльев с отрицательным углом в поперечной плоскости.
Согласно Смитсоновскому институту и ФАИ Райт совершили первый длительный управляемый полёт аппарата тяжелее воздуха с двигателями в песчаных дюнах в 8 км от Китти Хаук, Северная Каролина 17 декабря 1903 г.
Первый полёт совершил Орвилл Райт, преодолев 37 м за 12 секунд, что было зарегистрировано на известной фотографии. В четвёртом полёте в тот же самый день Уилбер Райт пролетел 260 м за 59 секунд. Полёты были засвидетельствованы 4 свидетелями и деревенским мальчиком, в результате чего их первые публичные полёты и являются первыми хорошо задокументированными.
Уилбер начал четвёртый и последний полёт около 12 часов. Первые несколько сотен футов самолёт поднимался и опускался, как и перед этим, однако получив опыт управления, он смог гораздо лучше им управлять. Этот полёт оказался наиболее продолжительным, за 59 секунд было преодолено расстояние в 260 м. После последнего приземления каркас сильно пострадал, однако главная часть машины осталась целой. Братья оценили, что аппарат мог быть приведён в лётное состояние через один-два дня. Каждый полёт самолёта 14 и 17 декабря — в особенно тяжёлых условиях 17-го — заканчивался жёстким и непреднамеренным приземлением.
При восстановлении аппарата Флайер-III после серьёзной аварии 14 июля 1905 г. Райт сделали радикальные перемены в конструкции. Они почти удвоили размер элеватора и руля и перенесли их вдвое дальше от крыльев. Они добавили две жёсткие вертикальные лопасти («блинкерсы») между элеваторами, и дали крыльям очень небольшой положительный угол. Они отсоединили руль восстановленного Флайера-III от управления перекосом крыла, и, как во всем будущем самолёте, стали использовать отдельную ручку управления. При испытаниях Флайера-III, возобновлённых в сентябре, результат был получен почти немедленно. Резкие взлёты, спуски и повороты, которые мешали пилотированию Флайеров-I и -II, прекратились. Незначительные аварии, которые преследовали братьев Райт, также завершились. Полёты на перепроектированном Флайере-III начались с длительностей более 20 минут. Таким образом Флайер-III стал реальным, кроме того, надёжным самолётом, который мог лететь продолжительное время и вернуть пилота к отправной точке благополучно, приземлившись без повреждений. 5 октября 1905 г. Уилбер пролетел 38,9 км за 39 минут 23 секунды.
Согласно апрельскому выпуску 1907 года журнала Scientific American, братья Райт обладали наибольшим знанием об управлении аппаратов тяжелее воздуха в то время. Однако тот же самый выпуск журнала также подтверждает, что никаких публичных полётов не было сделано в США до этого апрельского выпуска 1907 г.

### Другие ранние полёты

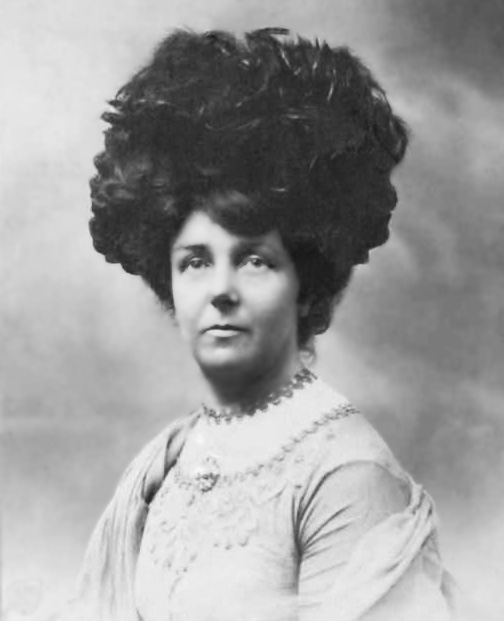
Хильда Хьюлетт (1864—1943) — британская женщина-лётчик, известная тем, что стала первой женщиной в стране, получившей официальную Лицензирование и сертификация лётчиков (1911). Также была успешной предпринимательницей: создала компанию по производству самолётов, которой было выпущено их более 800 единиц, особенно во время Первой мировой войны (1914—1918).

В то время, в 1900—1910 годах, большое количество других изобретателей совершило (или утверждало, что совершило) короткие полёты.
Лиман Гилмор объявил, что совершил полёт 15 мая 1902 года.
В Новой Зеландии, фермер и изобретатель из Южного Кентербери Ричард Пирс построил самолёт-моноплан, который, по сообщениям, поднялся в воздух 31 марта 1903 года.
Карл Ято из Ганновера совершил короткий полёт с двигателем в августе 1903 года, спустя несколько месяцев после Пирса. Конструкция крыла Ято и скорость полёта не позволяли его поверхностям управления работать таким образом, чтобы ими можно было управлять самолётом.
Также летом 1903 года, по утверждению свидетелей, Престон Уотсон, совершил свои первые полёты в Эррол недалеко от Данди на востоке Шотландии. И в этот раз, однако, недостаток фотографических или документальных свидетельств делает информацию о полёте труднопроверяемой. Многие заявления о первых полётах сложно однозначно проверить в связи с тем, что многие эти полёты были сделаны в очень низкой высоте, что, возможно, являются следствием экранного эффекта, а также есть определённые сложности в классификации полёта с двигателями и без.
Братья Райт провели целую серию полётов (около 150) в 1904 и 1905 году в Прерии Хаффман в Дейтоне, Огайо, свидетелями которых были их друзья и родственники. Газетные репортёры не освещали эти полёты, после неудачного полёта в мае 1904 г.
Публичные представления полётов на большой высоте были проведены Дэниелом Мэлони на планёре с двойным крылом Джона Монтгомери в марте и апреле 1905 года в Санта-Кларе, Калифорния. Эти полёты получили широкое освещение в американских СМИ и на них было продемонстрировано превосходное управление аппаратом, он поднимался на высоту до 1 200 м и приземлялся в заранее определённых местах.
Альберто Сантос-Дюмон совершил публичный полёт в Европе 13 сентября 1906 г. в Париже. Он использовал элеватор-утку и крыло с положительным углом, пролетел при этом расстояние в 221 м. Впервые самолёт не нуждался во встречном ветре и катапульте, поэтому часто этот полёт рассматривают как первый истинный полёт самолёта с двигателем. Также, так как более ранние полёты Пирса, Ято, Уотсона и братьев Райт получили меньше внимания в прессе, чем полёт Сантаса-Дюмона, он был очень важен с точки зрения привлечения внимания общества к авиации, особенно в Европе и Бразилии.
Два изобретателя, Анри Фарман и Джон Уильям Данн, также работали над машинами, оснащёнными двигателями. В январе 1908 года Фарман выиграл Гран-при на аппарате, который пролетел 1 км, хотя к этому времени были уже совершены и более дальние перелёты. Например, братья Райт покрыли расстояние в 39 км к 1905 году. Ранняя работа Данна финансировалась британскими вооружёнными силами, и испытания проводились в условиях повышенной секретности в Глен Тилт в Хайленде. Его лучший из ранних проектов, D4, поднялся в воздух в декабре 1908 г. недалеко от Блэр Атолл в Пертшире. Главный вклад Данна в развитие ранней авиации был в стабильности полёта, которая была ключевой проблемой у самолётов братьев Райт и Сэмюэла Коди.
14 мая 1908 года братья Райт совершили первый полёт самолёта с двумя людьми на борту, пассажиром был Чарли Фёрнас.
8 июля 1908 Тереза Пельте стала первой женщиной, которая поднялась на самолёте в качестве пассажира, совершив полёт на 200 м с Леоном Делагранжем в Милане, Италия.
Томас Селфридж стал первым человеком, погибшим в авиакатастрофе самолёта 17 сентября 1908 года, когда самолёт, пилотируемый Орвиллом Райтом и пассажиром которого был Селфридж, разбился во время испытаний для заключения контракта с Армией США в Форт Майр в Вирджинии.
В конце 1908 года госпожа Харт О. Берг стала первой американкой, которая стала пассажиром самолёта, пилотом был Уилбер Райт, полёт состоялся в Ле-Ман, Франция.
25 июля 1909 года Луи Блерио на моноплане Blériot XI пересёк Ла-Манш, получив приз газеты Daily Mail. Его полёт из Кале в Дувр продолжался 37 минут.
22 октября 1909 г. Раймонд де Ларош стала первой женщиной-пилотом, совершившей одиночный полёт на аппарате тяжелее воздуха с двигателем. Она же стала первой женщиной в мире, которая получила лицензию пилота.
Разногласия по вопросу приоритета в создании самолёта состояли в том, что Пирс и Ято не утруждали себя информированием прессы о своих изобретениях, в отличие от братьев Райт, которые запатентовали своё изобретение и провели серьёзную рекламную кампанию, кроме того, многие первые самолёты, возможно, были лишь простейшими изобретениями. Например, румынский инженер Траян Вуя (1872—1950), как утверждалось, построил первый самодвигающийся аппарат тяжелее воздуха, способный самостоятельно взлетать без использования встречного ветра и полностью управляемый его собственным двигателем. Вуя пилотировал самолёт, который он разработал и построил 18 марта 1906 г., в Монтессоне около Парижа. Ни один из его полётов не был длиннее 30 м. Для сравнения, в октябре 1905 г., братья Райт уже совершили полёт 39 минут и дальностью 39 км.
В 1910 г. В Реймсе был представлен самолёт конструкции Эдуарда Ньюпора на котором впервые фюзеляж был закрыт полностью обшивкой. Это был первый шаг в развитии идеи обтекаемости летательных аппаратов, который ещё требовал осмысления и исследования.
23 мая 1910 года был совершён первый в России удачный полёт самолёта российской конструкции Кудашев-1. Кроме Кудашева, в этом же году были совершены полёты аэропланов конструкции Сикорского и Гаккеля.
5 октября 1910 года Леон Лемартен заключил с Луи Блерио договор о тестировании каждого из выпускавшихся фирмой Блерио самолётов, став таким образом первым профессиональным лётчиком-испытателем.
10 мая 1913 года совершил свой первый полёт первый в мире четырёхмоторный самолёт «Русский витязь» авиаконструктора И. И. Сикорского. Это событие дало существенный толчок развитию тяжёлой авиации.
Верхом достижения скоростных свойств самолёта стало появление гоночного моноплана «Депердюссен» конструкции Армана Депердюссена. Созданный в 1913 году «Депердюссен» отличался не только тем, что обладал полностью закрытым фюзеляжем (монококовым), но и тем, что даже незначительным деталям этого самолёта придавалась хорошая обтекаемая аэродинамическая форма.
12 декабря 1915 года был произведён первый полёт Junkers J 1, это был первый в мире цельнометаллический самолёт, поднявшийся в воздух, а также первый в истории авиации самолёт, конструкция которого была полностью выполнена из металлопроката.

#### Вертолёт
В 1877 г. Энрико Форланини создал беспилотный вертолёт, оснащённый паровым двигателем. Он поднялся на высоту 13 метров, где оставался в течение около 20 секунд, вертикально взлетев в парке в Милане.

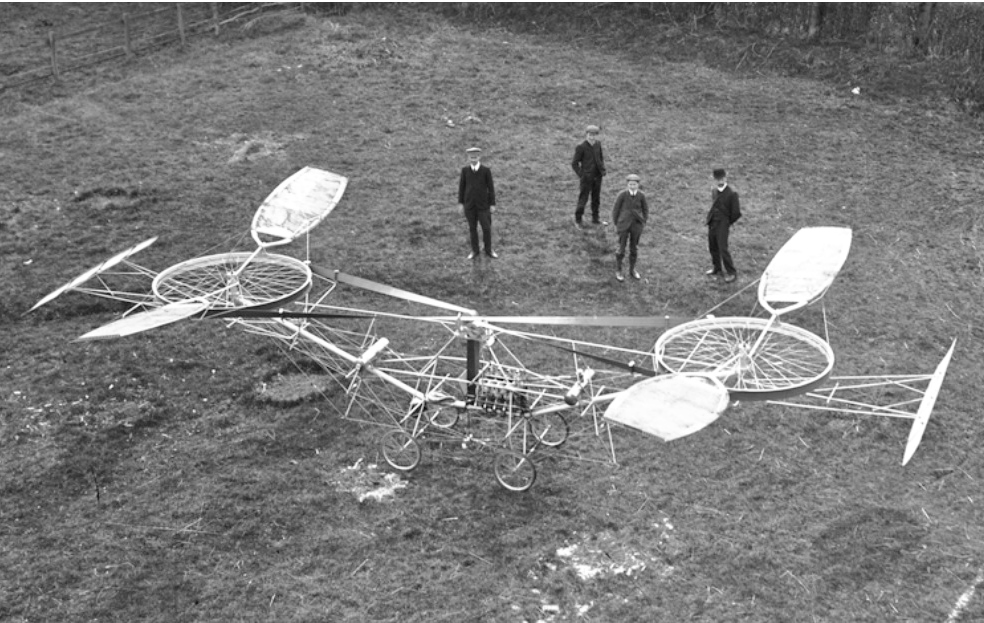
Вертолёт Поля Корню, построенный в 1907 г., был первой летающей машиной, которая поднялась над землёй, используя крутящиеся лопасти вместо крыльев.

Первый пилотируемый вертолёт, который поднялся над землёй, был сконструирован Полем Корню. Этот полёт состоялся в 1907 году. Однако первым вертолётом который обладал достаточной устойчивостью на всех режимах полёта и хорошей управляемостью был Focke FA-61 (Германия, 1936).

#### Гидросамолёт
Первый гидросамолёт был построен в марте 1910 французским инженером Анри Фабром. Он получил имя Le Canard ('утка'), он взлетел с воды и пролетел 800 метров во время первого рейса 28 марта 1910 г. Эти эксперименты были поддержаны пионерами авиации Габриелем и Шарлем Вуазенами, которые приобрели несколько поплавков Фабра и установили их на свой самолёт Canard Voisin. В октябре 1910 Canard Voisin стала первым гидросамолётом, который пролетел над рекой Сеной, а в марте 1912 г. первым гидросамолётом, стартовавшем с авианосца La Foudre ('молния').
В 1914 году в США с использованием гидросамолётов Benoist XIV была открыта первая в мире использующая самолёты коммерческая пассажирская авиалиния Сент-Питерсберг—Тампа.

## 1914—1918: Первая мировая война

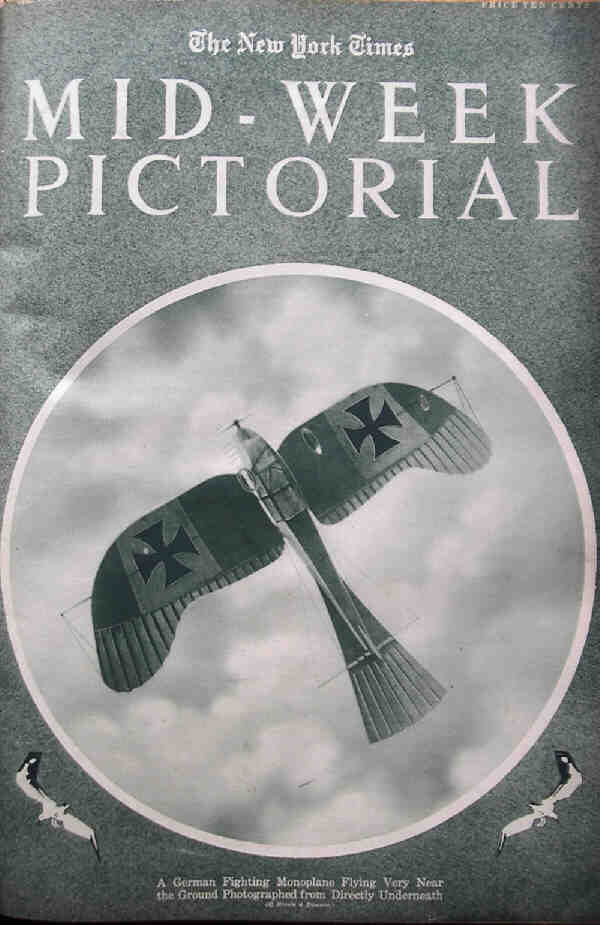
Немецкий моноплан Taube, изображение 1917 года

Почти сразу, как только был изобретён самолёт, его новые модели стали проектироваться с учётом военного использования. Первой страной, которая использовала самолёты в военных целях, была Болгария — её самолёты атаковали и проводили разведку османских позиций во время второй Балканской войны 1912-13 гг. Первой войной, в которой самолётам отводилась важная роль в наступлении, обороне и разведке, была Первая мировая война. И Антанта, и Центральные державы активно использовали самолёты в этой войне.
В то время как идея использования самолёта как носителя вооружения до Первой мировой войны всерьёз не принималась, в качестве разведчика, для фотографирования позиций противника самолёт использовался всеми крупнейшими государствами, принявшими участие в этой войне. Все основные армии в Европе имели лёгкие самолёты, обычно являвшиеся модификациями довоенных спортивных аппаратов, которые несли службу в разведывательных подразделениях. В то время как ранние самолёты отличались низкой грузоподъёмностью, вскоре оказались, что двухместные аппараты имеют большие практические перспективы.
В военных действиях принимали участие и морские самолёты, в том числе и корабельного базирования. За годы войны значительно улучшились лётно-технические характеристики самолётов всех классов: скорость возросла до 200—220 км/ч, потолок — до 6000-7000 м, бомбовая нагрузка достигла 2-3,5 т, мощность двигателей — 350—420 л. с. Наибольшее распространение получили бипланы с тянущими винтами.
Вскоре на самолётах появилось вооружение и начались первые воздушные бои, однако установка любого вида фиксированной огневой точки была проблематичной. Французы первыми решили эту проблему, когда в конце 1914 г. Ролан Гарро совместил пулемёт с главной осью самолёта, а первым воздушным асом стал Адольф Пегу, который первым одержал 5 воздушных побед, пока не погиб на фронте.
Лётчики того времени в глазах публики были окружены романтическим ореолом, они были современными рыцарями, ведя бои с врагами один на один. Ряд пилотов стали знамениты в связи со своими военными победами, наиболее известный из них — Манфред фон Рихтгофен, получивший прозвище Красный Барон, он сбил 80 самолётов в воздушных боях на нескольких типах самолётов, наиболее известным из которых был Fokker Dr.I. У союзников самым известным асом был Рене Поль Фонк, ему приписывается максимум 75 побед. Среди американских пилотов самым успешным асом был Эдди Рикенбакер с 26 победами.

## 1918—1939 («Золотой Век»)
Годы между Первой и Второй мировыми войнами отмечены существенным прогрессом в технологии самолётостроения.
За этот период от самолётов, построенным главным образом из древесины и ткани, конструкторы пришли к почти полностью алюминиевым аппаратам. Развитие двигателей также шло быстрыми темпами, от бензиновых двигателей с водяным охлаждением до роторных и радиальных с воздушным охлаждением, с относительным увеличением мощности двигателя. Движущей силой прогресса стали многочисленные призы за рекорды скорости и дальности. Например, Чарльз Линдберг выиграл Приз Ортега за первый индивидуальный безостановочный трансатлантический перелёт $25000, однако это был не первый безостановочный перелёт. Восьмью годами ранее капитан Джон Олкок и лейтенант Артур Браун на бомбардировщике Vickers Vimy без остановок совершили перелёт из Сент-Джона, Ньюфаундленд в Клифден, Ирландия 14 июня 1919 г., выиграв приз £10000 ($50000) (приз Нортклифф).

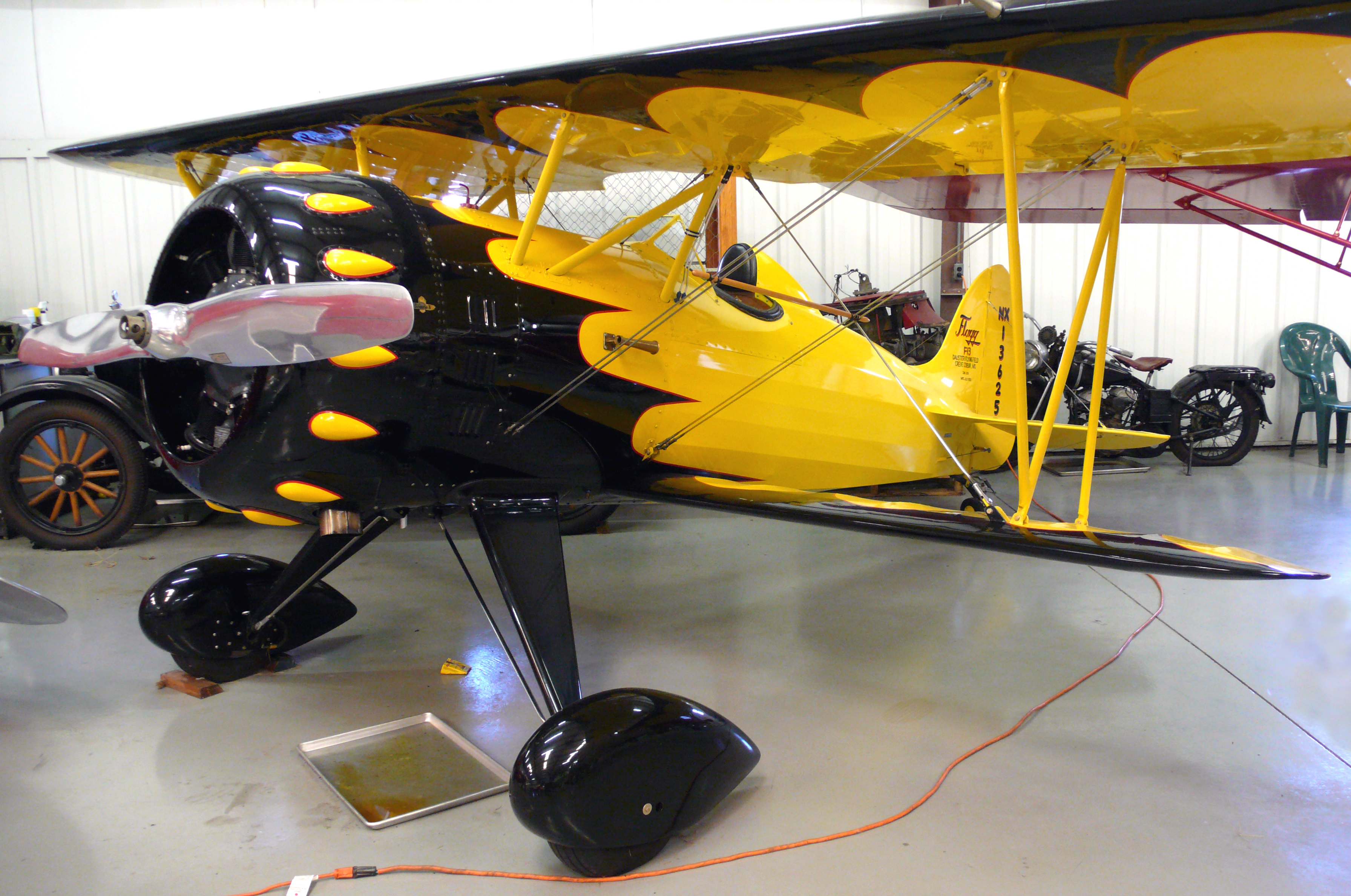
Биплан Flagg, 1933.

После Первой мировой войны опытные лётчики—истребители стремились продемонстрировать свои новые навыки. Многие американские пилоты стали выступать в летающих цирках, гастролируя по небольшим городам по всей стране, демонстрируя свои полётные навыки и организовывая перевозки пассажиров. В конечном счёте эти лётчики стали объединяться и проводить более организованные авиашоу. Авиационные шоу перемещались по всей стране, показывая воздушные гонки и акробатические трюки. Воздушные гонки подстегнули развития двигателя и развитие корпуса — например, Кубок Шнейдера привёл к созданию более быстрых и более обтекаемых проектов монопланов, наилучшим из которых стал Supermarine S.6B, прямой предшественник Spitfire. Денежные призы увеличивали конкуренцию среди пилотов и конструкторов и значительно ускоряли прогресс. Амелия Эрхарт была, возможно, наиболее популярной из участников многочисленных авиашоу. Она была также первой женщиной, которая ставила рекорды вроде перелёта через Атлантику и Ла-Манш.
Первым аппаратом легче воздуха, пересёкшим Атлантику, стал британский дирижабль R34, который в июле 1919 г. с командой на борту совершил перелёт из Восточного Лотиана, Шотландия на Лонг-Айленд, Нью-Йорк, а затем вернулся в Пулхэм, Англия. 
К 1929 г., технология дирижаблестроения продвинулась до весьма высокого уровня; дирижабль (цеппелин) «Граф Цеппелин» в сентябре и октябре начал первые трансатлантические рейсы. Тем не менее, эра дирижаблей завершилась в 1937 г., после катастрофы наполненного водородом «Гинденбурга» в Лэйкхёрсте, Нью-Джерси. После этой резонансной катастрофы «Гинденбурга», дирижабли перестали использоваться, несмотря на то, что большая часть людей в этой катастрофе выжила. «Гинденбург», а также более ранняя катастрофа дирижабля «Winged Foot Express» 21 июля 1919 г. в Чикаго, в которой погибло 12 гражданских лиц, отрицательно повлияли на репутацию дирижаблей как надёжных летательных аппаратов. Заполненные взрывоопасным газом дирижабли редко горели и терпели аварии, однако их катастрофы причиняли намного большие разрушения по сравнению с самолётами того времени. Общественный резонанс от катастрофы дирижабля был несравнимо выше, чем от катастроф самолётов, и активная эксплуатация дирижаблей была прекращена. Возможно, этого бы не случилось, если бы компания Цеппелина имела доступ к достаточному количеству гелия. В то время наибольшими запасами гелия располагали США, однако немецкая компания в то время едва ли могла рассчитывать на поставки гелия из США.

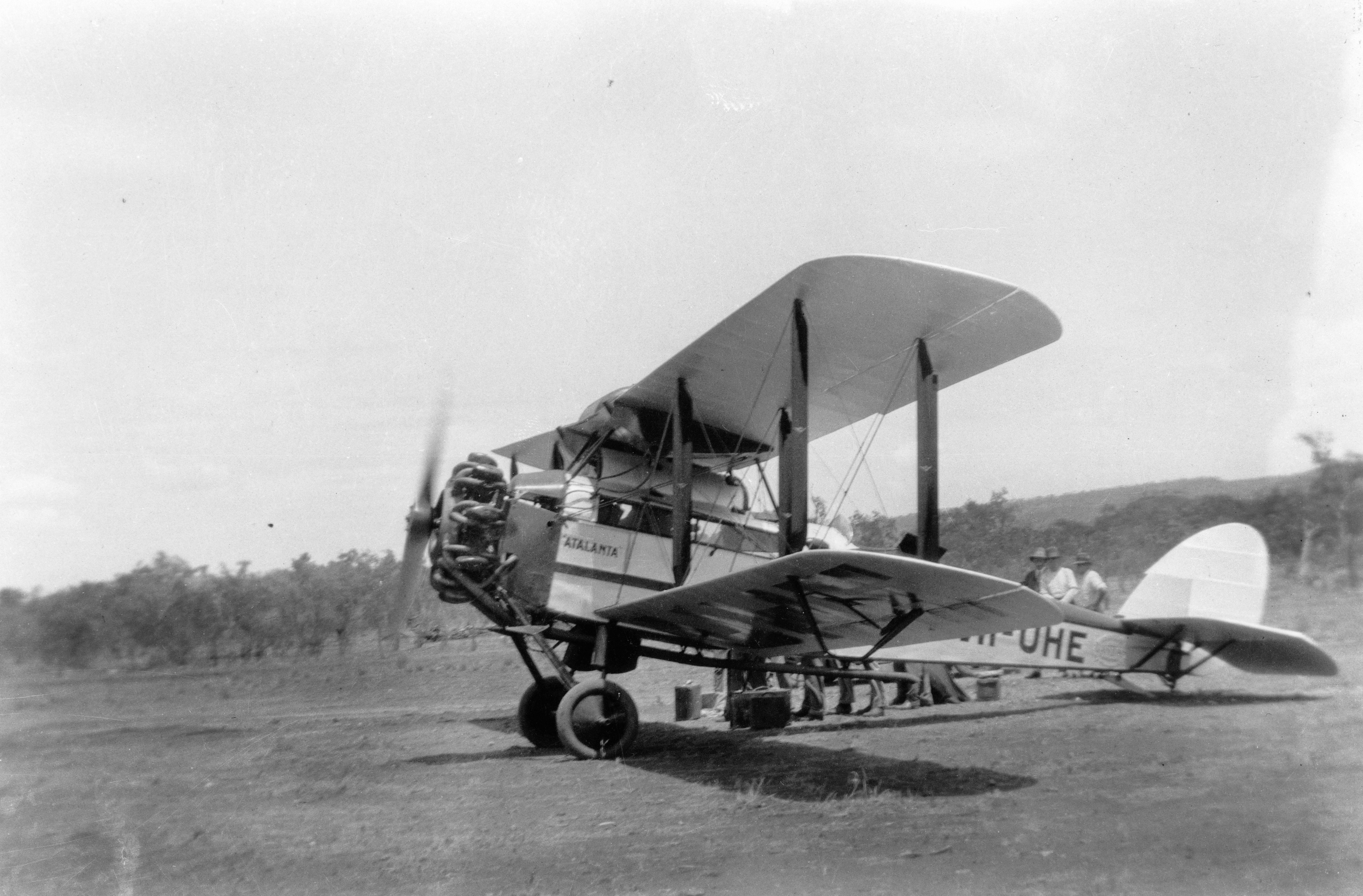
Самолёт DeHavilland, 1930-е гг.

В 1929 году Джимми Дулиттл разработал пилотажно-навигационные приборы.
10 октября 1933 года недалеко от Честертона на землю рухнули горящие обломки самолёта Boeing 247 принадлежавшего американской компании United Airlines; на котором сдетонировало взрывное устройство, находящееся в багажном отсеке. Эта катастрофа стала первым в мировой истории зафиксированным и первым доказанным террористическим актом в коммерческой авиации. Дело было закрыто в 1935 году, хотя виновник так и не был найден.

### Реактивная авиация
В 1930-е гг. разработка реактивного двигателя началась в Германии и в Англии. В Англии Фрэнк Уиттл запатентовал разработанный им реактивный двигатель в 1930 г. и в течение десятилетия работал над его усовершенствованием. В Германии Ханс фон Охайн запатентовал свою версию реактивного двигателя в 1936 г. и начал работу над его усовершенствованием. Эти два человека работали независимо друг от друга, и к концу Второй мировой войны и Германия, и Великобритания строили реактивные самолёты.
Первый полёт самолёта на реактивном (ракетном) двигателе — Opel RAK.1 — 30 сентября 1929 года, недалеко от Франкфурта-на-Майне; он был создан Фрицем фон Опелем. 

Румынский Coanda-1910, по сообщениям, совершил первый короткий непреднамеренный полёт 16 декабря 1910 г.

## 1939—1945: Вторая мировая война
См. также: Список самолётов Второй мировой войны
Вторая мировая война привела к необходимости резкого увеличения темпов усовершенствования самолёта и производства. Все страны, вовлечённые в войну разрабатывали, модернизировали и производили самолёты и авиационное вооружение, при этом появились новые типы самолётов, например, дальние бомбардировщики. Эскорты истребителей стали необходимы для успеха тяжёлых бомбардировщиков, значительно снижая потери в борьбе против вражеских истребителей.

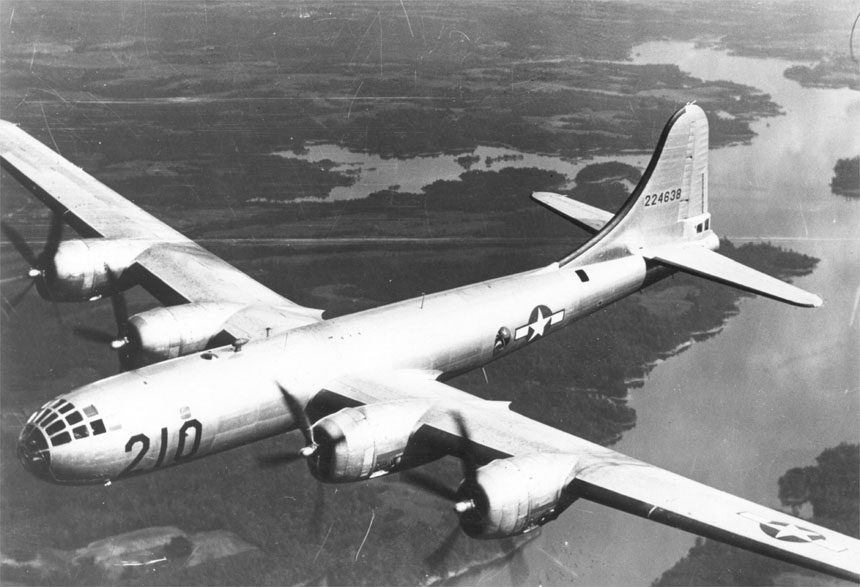
B-29 Superfortress, тяжёлый бомбардировщик

Первым практически применённым реактивным самолётом стал Heinkel He 178 (Германия), совершивший первый полёт в 1939 г. (первая крылатая ракета (Фау-1), первая баллистическая ракета (Фау-2) и первая управляемая ракета Bachem Ba 349 были также разработаны в Германии, как «оружие возмездия»).
Тем не менее, применение реактивных истребителей было ограничено из-за их небольшого количества (что также было отягощено нехваткой пилотов и топлива в конце войны), Фау-1 была недостаточно эффективна в связи с низкой скоростью и высокой уязвимостью, Фау-2 была недостаточно точна для поражения военных целей, хотя и эффективна при площадной бомбардировке городов.
Количество произведённых в США самолётов значительно увеличилось к концу войны: от 1209 (в 1940), 8723 (в 1941),	26 448  (в 1942), 45 889 (в 1944) до 51 547 (1944) и 26 254 в завершающий год войны.

## 1945—1991: Холодная война

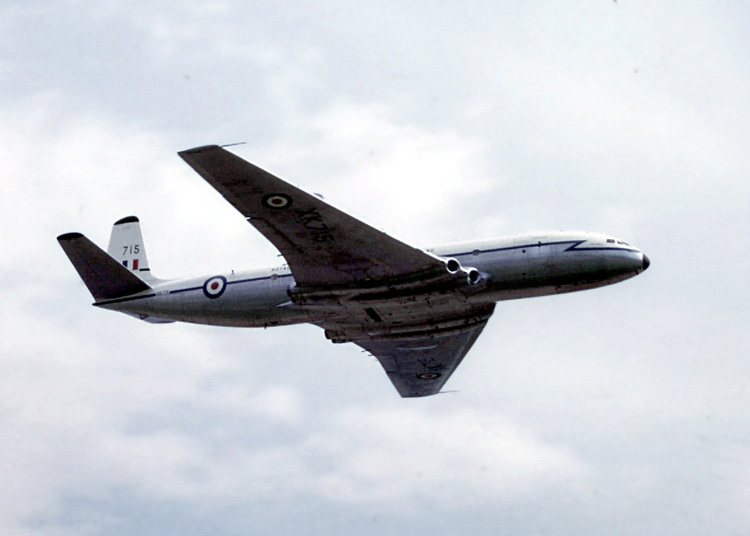
D.H. Comet, первый реактивный лайнер, ставший популярным во всём мире. На фотографии самолёт Королевских ВВС Великобритании

После Второй мировой войны быстро развивалась коммерческая авиация. Первоначально в коммерческих целях использовались бывшие военно-транспортные самолёты. Этот рост был значительно ускорен тем, что после войны существовал переизбыток тяжёлых и сверхтяжёлых бомбардировщиков, таких как Б-29 и «Ланкастер», которые могли быть переделаны в коммерческие самолёты. Транспортный DC-3 также был одним из популярнейших коммерческих самолётов, имевших военное прошлое.
Наступала эра реактивной авиации.

Октябрь 1947 года — Чарльз Йегер на самолёте-ракете Bell X-1 (с ракетным двигателем) превысил звуковой барьер (хотя существуют свидетельства, что некоторые лётчики-истребители, возможно, превышали скорость звука во время войны в процессе бомбометания в пикировании, это был первый управляемый полёт, во время которого было официально зафиксировано превышение скорости звука). 

26 декабря 1948 г. — советский лётчик-испытатель О. Соколовский впервые в СССР достиг скорости звука на реактивном истребителе Ла-176.
Дальность полёта также увеличивалась — были совершены беспосадочные полёты на реактивных самолётах из США в Европу  и в Австралию (в 1948 и 1952 годах соответственно).
Первым серийным коммерческим реактивным самолётом стал британский De Havilland Comet (январь 1951). В 1952 г. британская государственная авиакомпания BOAC начала осуществлять регулярные рейсы на «Кометах». Однако к маю 1954 г. произошло четыре катастрофы Комет и свидетельство лётной пригодности было аннулировано.
Ко времени выяснения причин катастроф и их устранения поднялись в небо другие модели реактивных пассажирских самолётов.
15 сентября 1956 года — советская авиакомпания Аэрофлот стала осуществлять регулярные перевозки на реактивных самолётах (Ту-104). Появление Boeing 707 ознаменовало начало массовых коммерческих пассажирских авиаперевозок. Трансконтинентальные и трансокеанские авиаперевозки турбовинтовыми и турбореактивными лайнерами оказали сильнейшую конкуренцию железным дорогам и океанским лайнерам, причём, последним настолько сильную, что практически привело в 1960-х к полному их вытеснению из области регулярных пассажирских перевозок. Железные дороги в развитых странах оказали сопротивление ближнемагистральной авиации за счёт внедрения высокоскоростных магистралей Синкансен и TGV.
На создание в СССР бомбардировщиков дальнего действия, которые могли доставить ядерное оружие в Европу и Северную Америку, Запад решил ответить созданием самолёта-перехватчика (который мог перехватить и уничтожить бомбардировщики прежде, чем они бы достигли места назначения) — канадское правительство поддержало разработку Avro Canada CF-105 Arrow, для этого и предназначенного. Это был самый быстрый самолёт своего времени. Однако в 1955 концепция изменилась и вместо перехватчика НАТО решило производить противовоздушные ракеты с ядерными боеголовками, в результате чего проект CF-105 в 1959 году был свёрнут.
1967 год — X-15 установил рекорд скорости самолёта — 7 297 км/ч (6,1 М). За исключением аппаратов, предназначенных для полёта в космосе, этот рекорд был побит X-43 только в XXI веке (12 144 км/ч (9,8 М)).

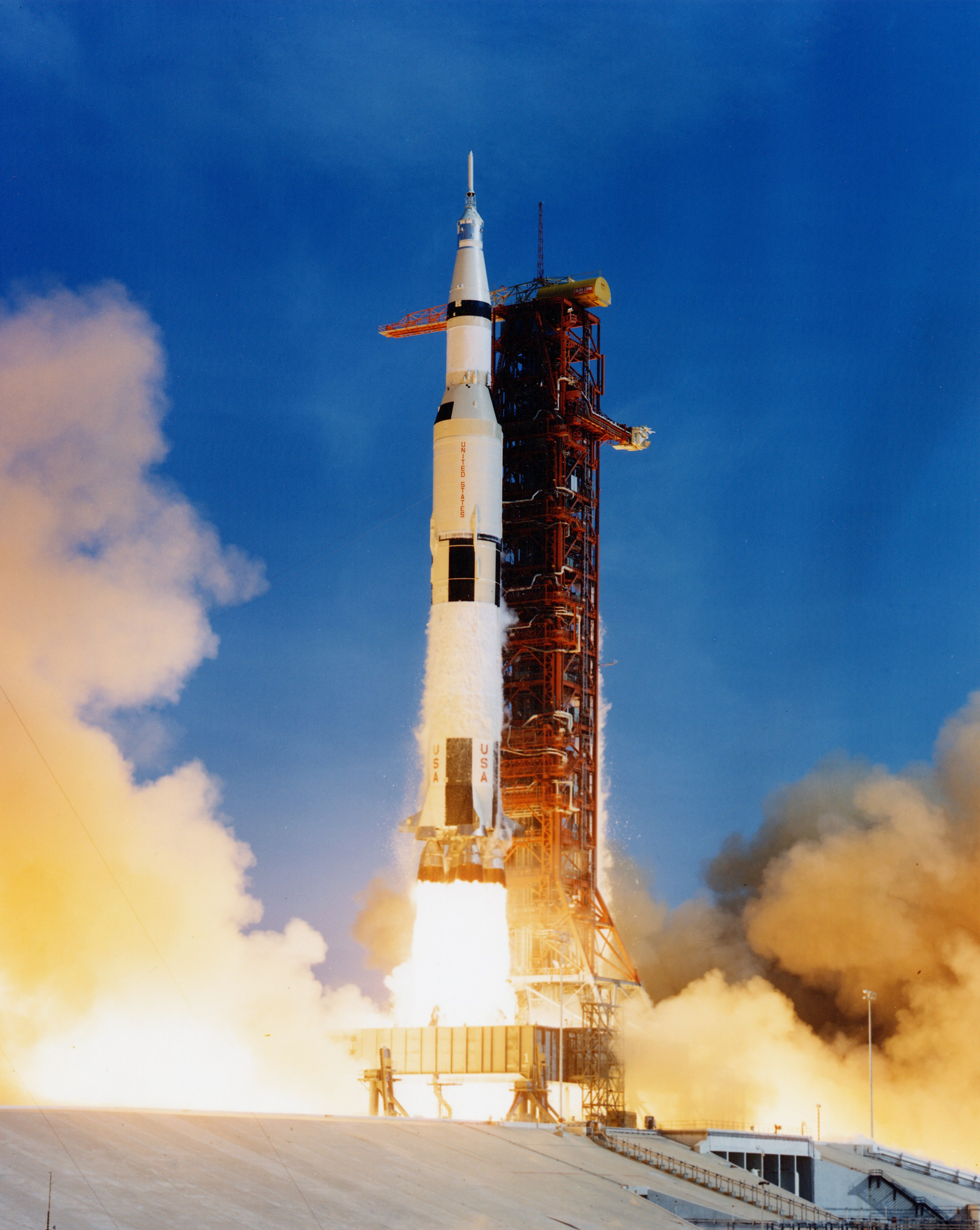
Аполлон-11 стартует, доставляя первого человека на Луну

В тот же самый год, когда Нил Армстронг и Базз Олдрин высадились на Луну, в 1969-м, совершил свой первый полёт Boeing 747. Этот самолёт и сегодня — один из самых распространённых крупных (широкофюзеляжных) пассажирских самолётов, и перевозит миллионы пассажиров ежегодно.
В 1975 году Аэрофлот начал регулярные рейсы на Ту-144 — первом сверхзвуковом пассажирском самолёте. В 1976 году British Airways начали трансатлантические рейсы на сверхзвуковом самолёте Конкорд. Несколькими годами ранее военный разведывательный Lockheed SR-71 установил рекорд, когда пересёк Атлантику менее чем за 2 часа.
В последнюю четверть XX века прогресс в авиации замедлился. Более не было революционных результатов в скоростях полёта, расстояниях и технологии, развитие в этот период осуществлялось в основном в области авионики. Но были и достижения в разных областях: например, в 1979 году Gossamer Albatross стал первым аппаратом, приводимым в действие мускульной силой человека, пересёкшим пролив Ла-Манш, в 1981 г. космический самолёт Спейс Шаттл совершил свой первый орбитальный полёт (доказав, что большой аппарат может подняться в космос, обеспечить поддержку жизнеобеспечения в течение нескольких дней, повторно войти в атмосферу на орбитальной скорости, а затем приземлиться на взлётно-посадочной полосе подобно обычному самолёту), в 1986 г. Дик Рутан и Джина Йигер совершили кругосветный полёт на самолёте без дозаправки и не приземляясь. В 1999 г. Бертран Пиккар стал первым человеком, который облетел Землю на воздушном шаре.

## XXI век
В начале XXI века, в развитии дозвуковой авиации наметилась тенденция на создание дистанционно управляемых или полностью автономных транспортных средств. Был создан целый ряд беспилотных летательных аппаратов. В апреле 2001 беспилотный самолёт RQ-4 Global Hawk пролетел от авиабазы Эдвардс в США до Австралии без остановок и дозаправок. Это — самый длинный перелёт между двумя пунктами, когда-либо совершённый беспилотным самолётом, время полёта составило 23 часа и 23 минуты. В октябре 2003 г. первый состоялся полностью автономный трансатлантический перелёт управляемого компьютером самолёта.

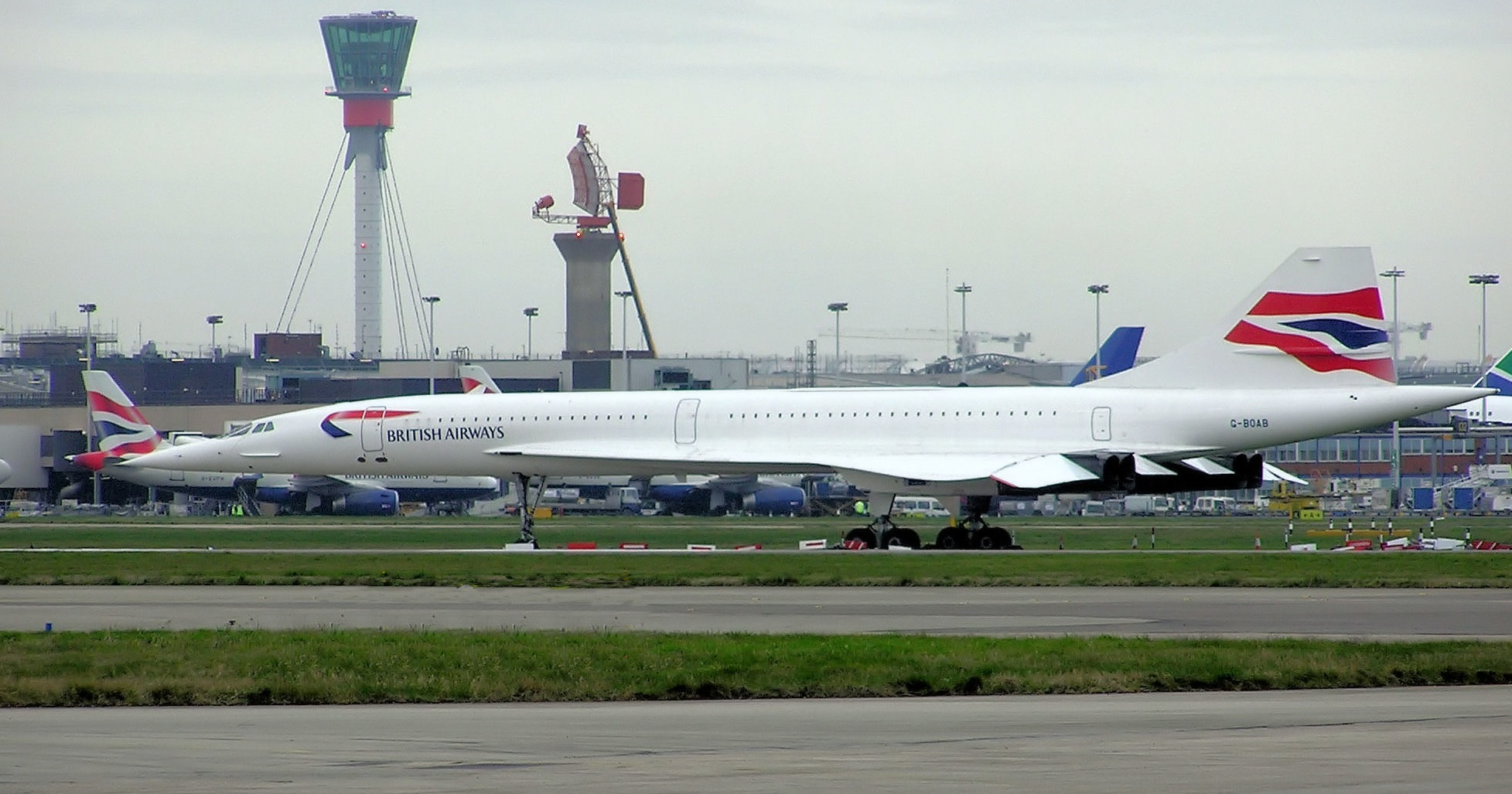
Concorde G-BOAB на хранении в лондонском аэропорту Хитроу после окончания полётов этого типа самолётов. Этот самолёт находился в воздухе 22296 часов с первого своего полёта в 1976 г. до последнего полёта в 2003 г.

В коммерческой авиации начало XXI века отмечено прекращением эксплуатации Concorde в 2003 году. Сверхзвуковые полёты оказались коммерчески несостоятельны, поскольку переход звукового барьера без негативных последствий был возможен только над океаном. Кроме того, Concorde имел слишком большой расход топлива и мог перевозить ограниченное количество пассажиров.

### Нефтяной кризис и поиск альтернативных видов топлива
Первое столетие полётов с двигателем требовало роста производства жидкого топлива из нефти, и таким образом развитие авиации является символом эры нефти, в это время добыча и потребление нефти возрастали по экспоненте. В то время как другие важнейшие виды транспорта (автомобильный, железнодорожный, водный) также зависят от жидкого топлива, авиация зависит в значительно большей степени, так как другие доступные источники энергии (например, электрические батареи) недостаточно практичны для полётов.
С 2003 по 2008 годы цены на нефть выросли в 6 раз. В отличие от предыдущих кризисов, такое большое увеличение цены на нефть на этот раз не было связано с какими-либо существенными сокращениями поставок нефти или снижения её мировых запасов, а скорее с невозможностью стран-экспортёров нефти увеличить её добычу в достаточной мере, чтобы удовлетворить растущий спрос со стороны новых крупных потребителей нефти — быстрорастущих экономик, таких как Китай и Индия. Ряд исследователей считает, что пик нефти, возможно, уже прошёл, или его достижение будет неизбежным, а значит цены на нефть могут продолжать увеличиваться, возможно в течение многих лет, и до беспрецедентных уровней. Тем не менее во второй половине 2008 года и, начиная с лета 2014 года, нефть испытала сильное снижение, что сказалось и на гражданской авиации.
Увеличение цен на нефть оказывает сильное влияние на гражданскую авиацию. В частности из-за высокого расхода топлива в расчёте на 1 пассажира Concorde обладал слабой конкурентоспособностью даже тогда, когда нефть была относительно дешева. Дозвуковые реактивные лайнеры использует меньше топлива в расчёте на пассажиро-километр, но топливная составляющая представляет собой существенную долю цены на билет, а топливные ценовые надбавки делают пассажирские перелёты более дорогими. Тем временем прогресс в технологиях, таких как видеоконференция, уменьшает стоимость виртуальной альтернативы по сравнению с физическом присутствием, что имеет особое значение для бизнеса. Некоторые эксперты нефтедобывающей промышленности, такие как Мэтью Симмонс призывают к более широкому применению таких технологий вместо использования транспорта.
Потребность в обеспечении топливом авиации (особенно военной авиации) привела к увеличению исследований дополнительные источников жидких топлив для авиации, таких как биотопливо. Увеличение производства большого количества жидких топлив по доступным ценам может быть одним из решений для авиации, если мировое нефтяное производство действительно фактически достигает максимума и входит в фазу необратимого снижения, как предсказано теорией пика нефти К. Хабберта.
Высокие цены на топливо могут стимулировать развитие самолётов схемы «летающее крыло» в связи с их более высокой топливной эффективностью.